# Kachelofe

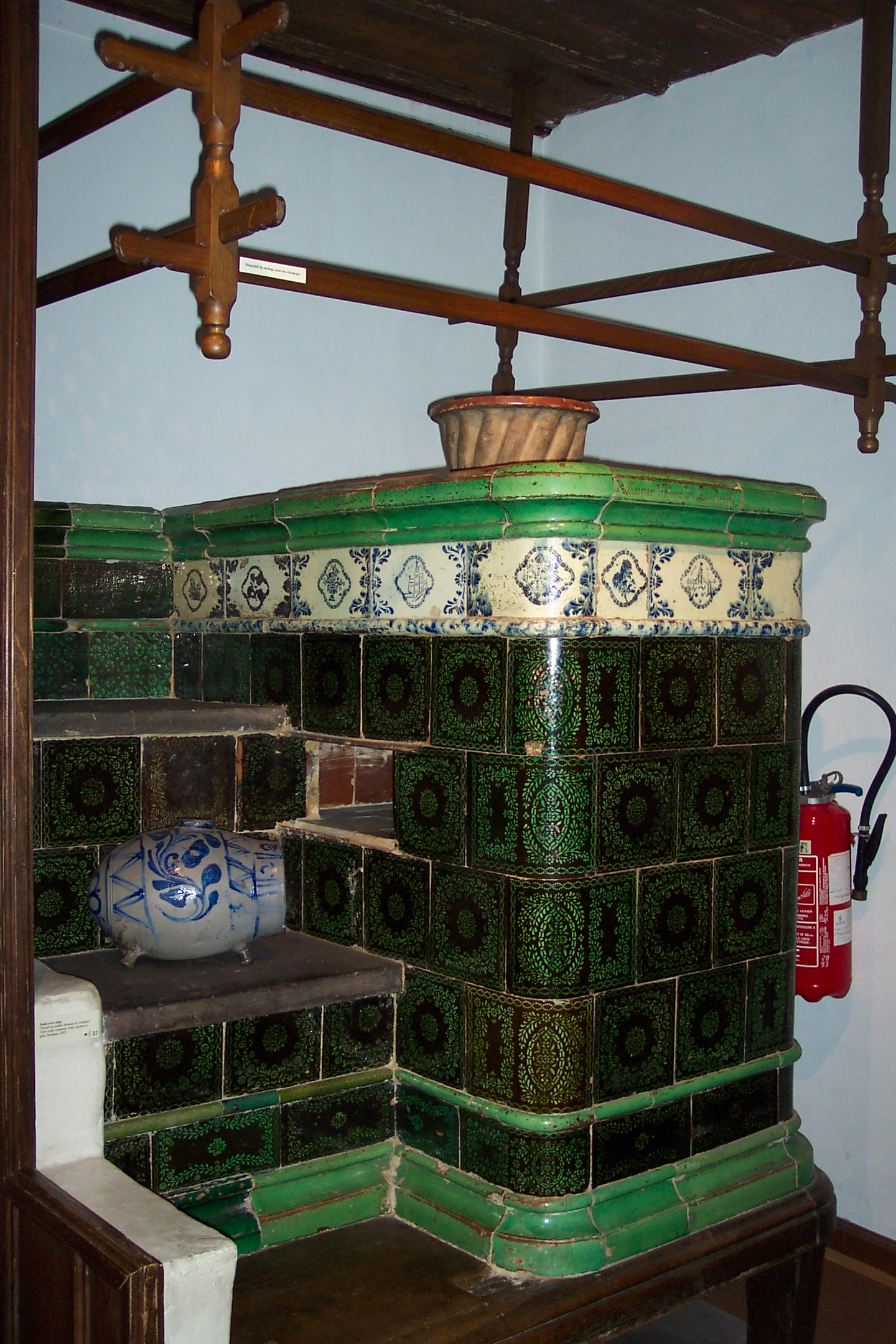
kachelofe du Musée alsacien de Strasbourg.

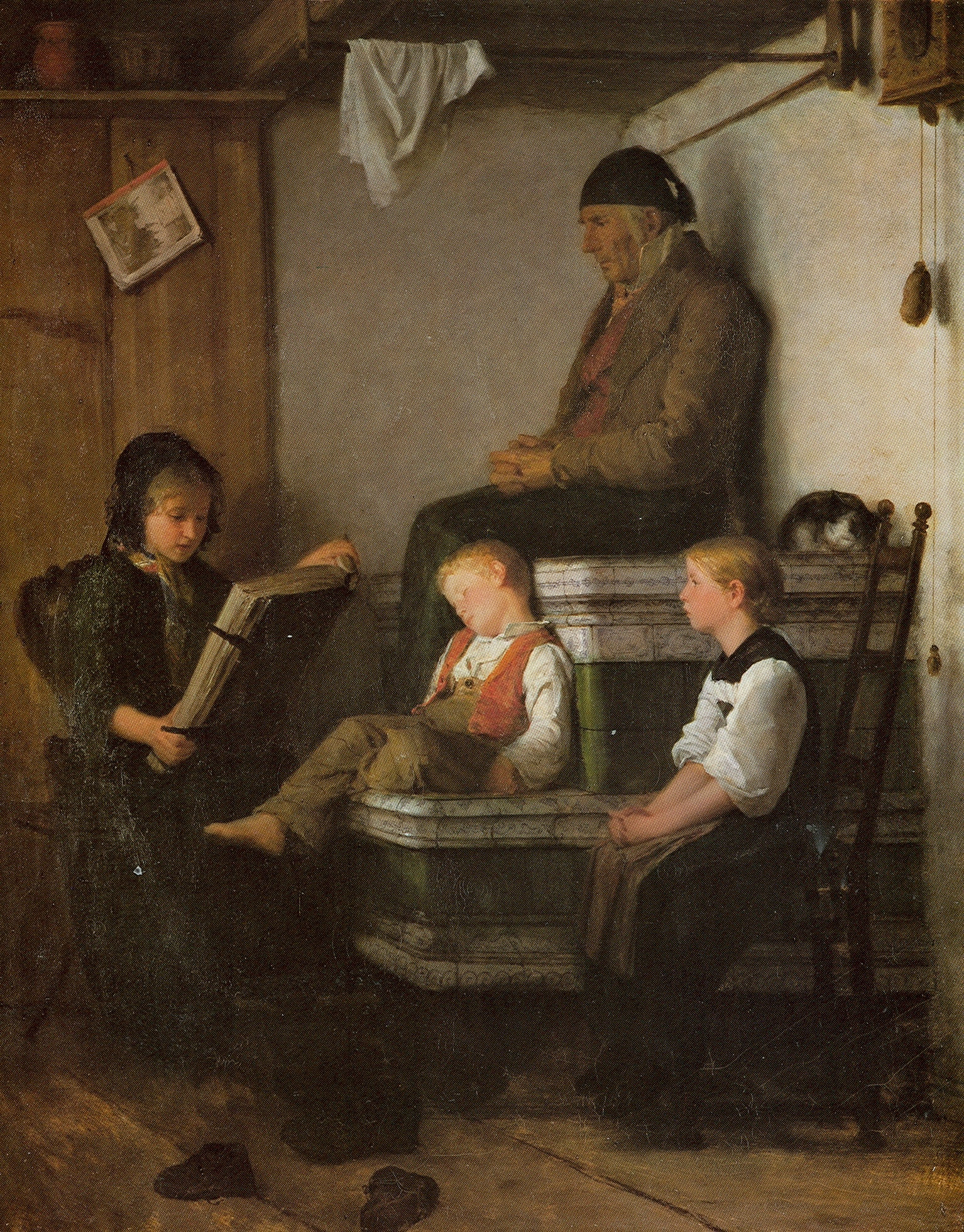
Albert Anker. Sonntagnachmittag. 1861. Musée d'art et d'histoire de Neuchâtel

Un Kachelofe ou Kochlofa ou Kachelowe - terme de l'alsacien ou du francique rhénan (certains linguistes suggèrent parfois l'étymologie homophonique de "cache-le-feu"); littéralement four ou poêle ou poêle de masse en carreaux de céramique (terre cuite vernissée ou faïence) - est un poêle de masse typique d'Alsace, de Moselle germanophone et des pays germaniques (Kachelofen en allemand) et d'Europe centrale. Il est caractérisé par son foyer fermé. Le terme Kachelofe désigne trois catégories distinctes d'appareils. Le premier est une construction massive, immobile et adossée à un mur, dont le foyer est alimenté en combustible depuis une autre pièce à travers une ouverture pratiquée dans le mur. Le second est un poêle mobile, alimenté directement en combustible depuis la même pièce. Enfin, la Kunscht est un appareil le plus souvent à banquettes, adossé à un mur. La fumée chaude de la cuisinière adossée à l'autre face du mur, est captée pour circuler à l'intérieur des banquettes. Ce récupérateur de chaleur a été inventé simultanément à Constance et à Strasbourg au milieu du XVIe siècle et est resté en usage dans les secteurs ruraux du sud de la Forêt-Noire et de l'Alsace, et en Suisse jusqu'au milieu du XXe siècle.

## Origines
Les premières sources relatant de l'existence de poêles de masse semblable aux kachelofen datent du XIVe siècle. Ceux-ci apparaissent dans un contexte de raréfaction du bois de chauffage. Ce développement se fait principalement dans l'ouest des Alpes, autour du lac de Constance et le long du Danube. Peu à peu, l'utilisation du kachelofe s'est répandue en Suisse alémanique, en Alsace, en Autriche, mais aussi en Roumanie et en Russie. Néanmoins, l'invention peut aussi avoir éclos de manière autonome suivant les besoins et les modifications de mode de vie locaux.

Quelques Kachelofe alsaciens
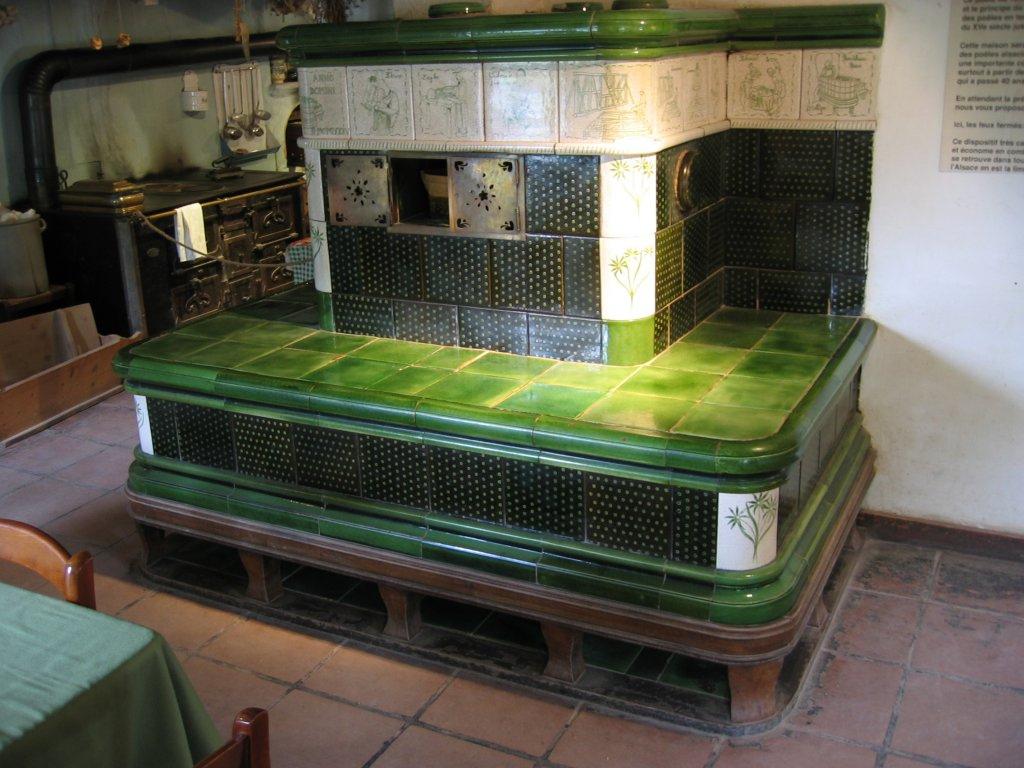
Écomusée d'Alsace
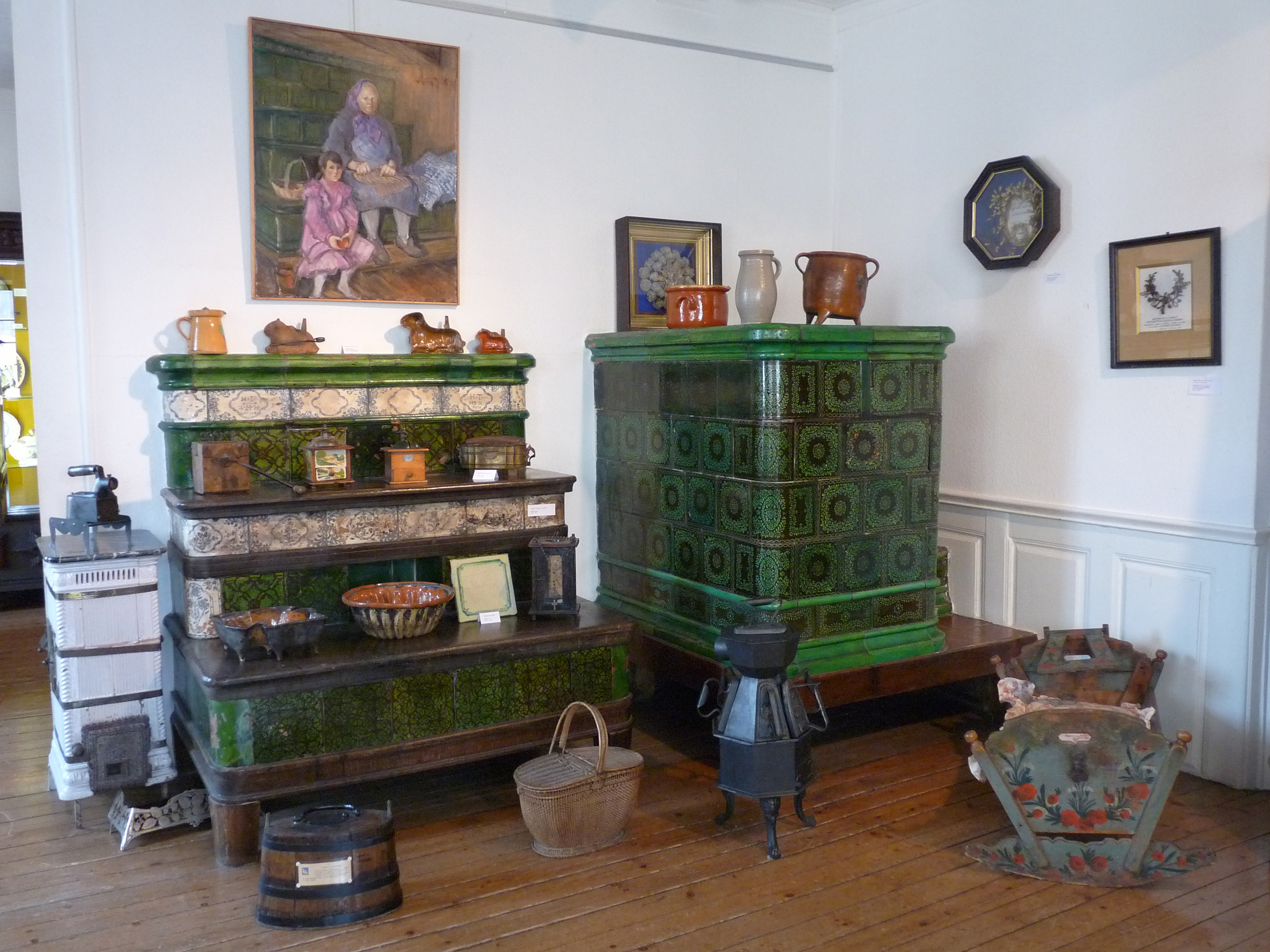
Musée sundgauvien d'Altkirch
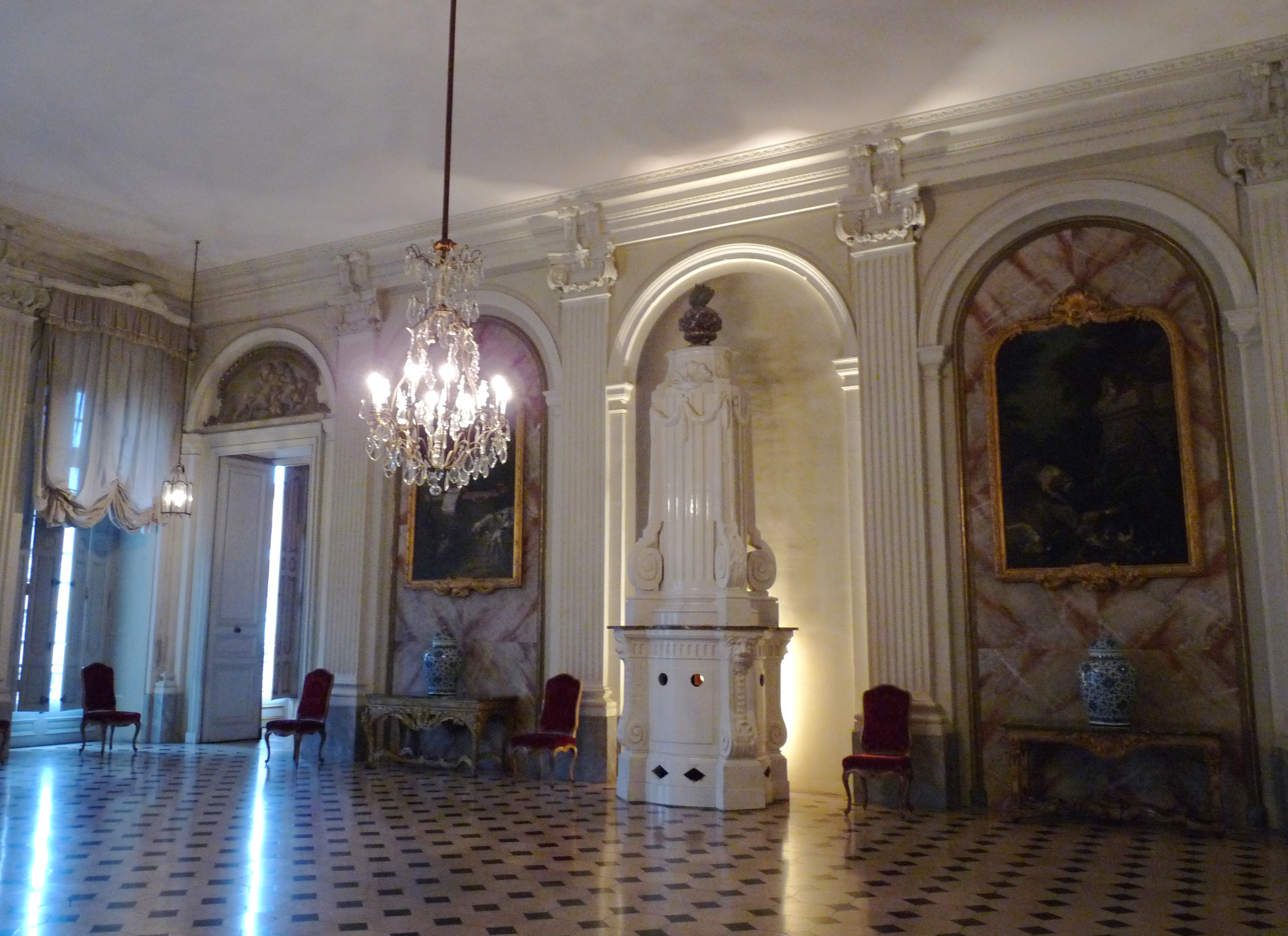
Palais Rohan (Strasbourg)
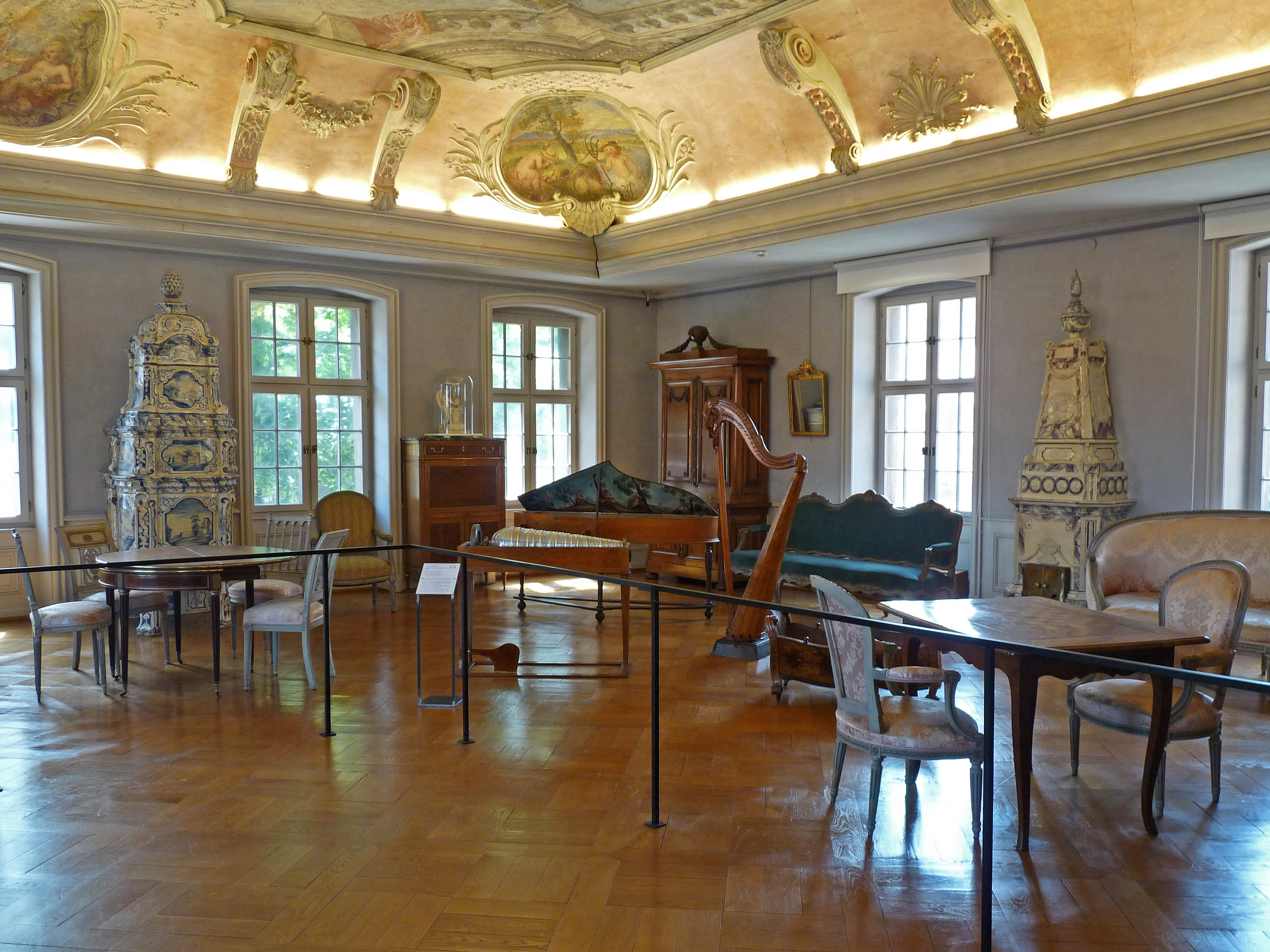
Musée Unterlinden de Colmar
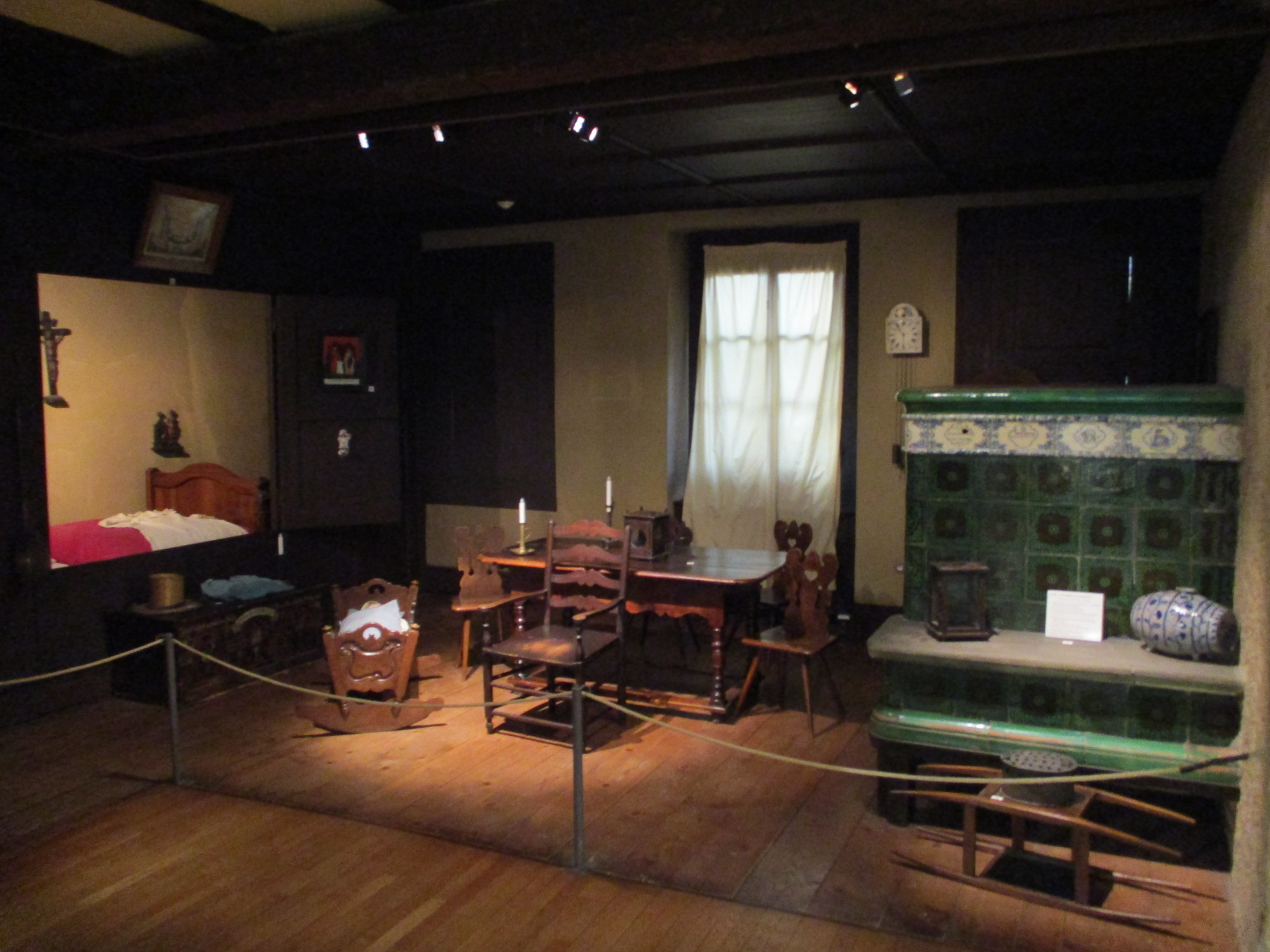
Musée historique de Mulhouse
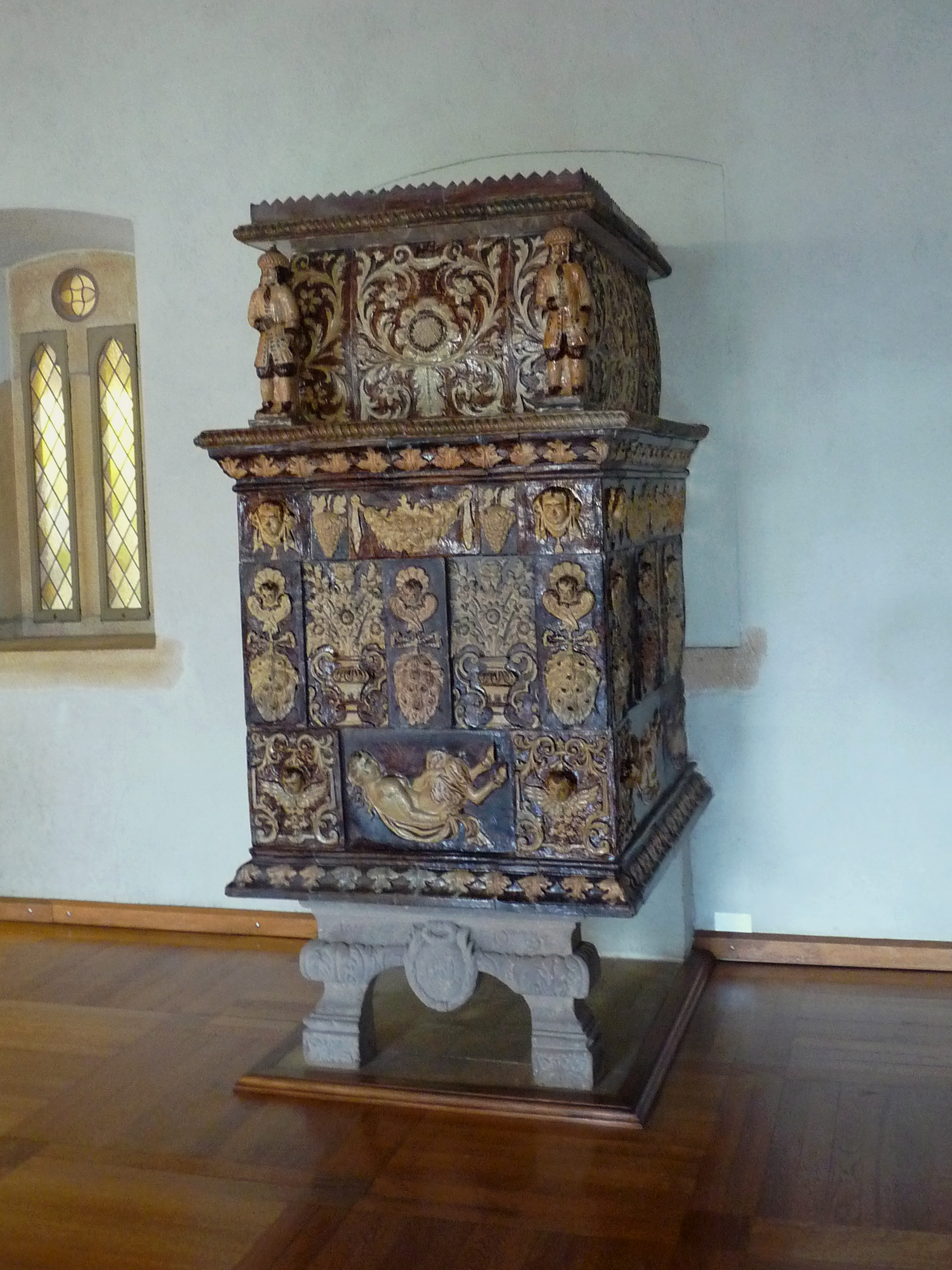
Musée Unterlinden de Colmar

## Version moderne: le Kachelofen
Il existe actuellement plusieurs versions du Kachelofen :
- l'authentique grundkachelofen (de) entièrement maçonné et chauffant par rayonnement
- une version dite à air chaud, chauffant par convection
- une version combinant les deux premières

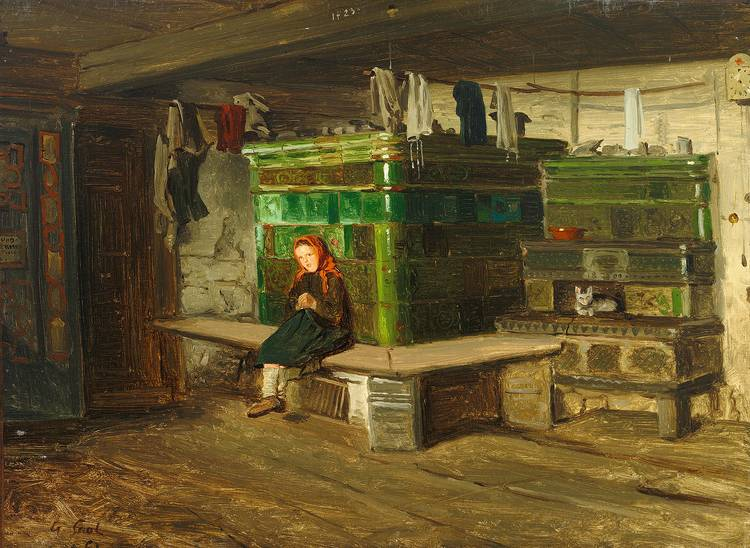
Peinture allemande de Georg Saal, 1861
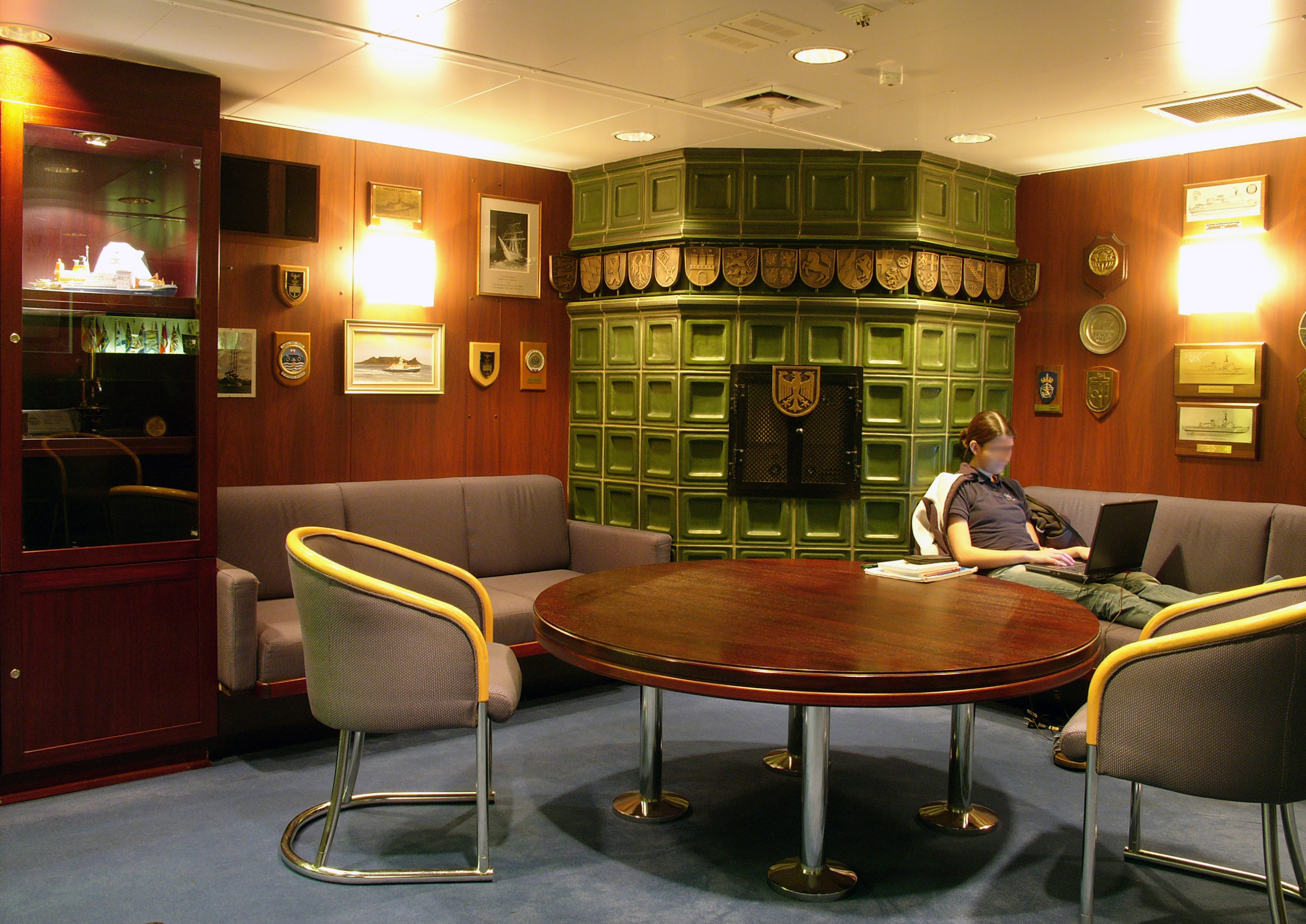
Brise-glace allemand Polarstern
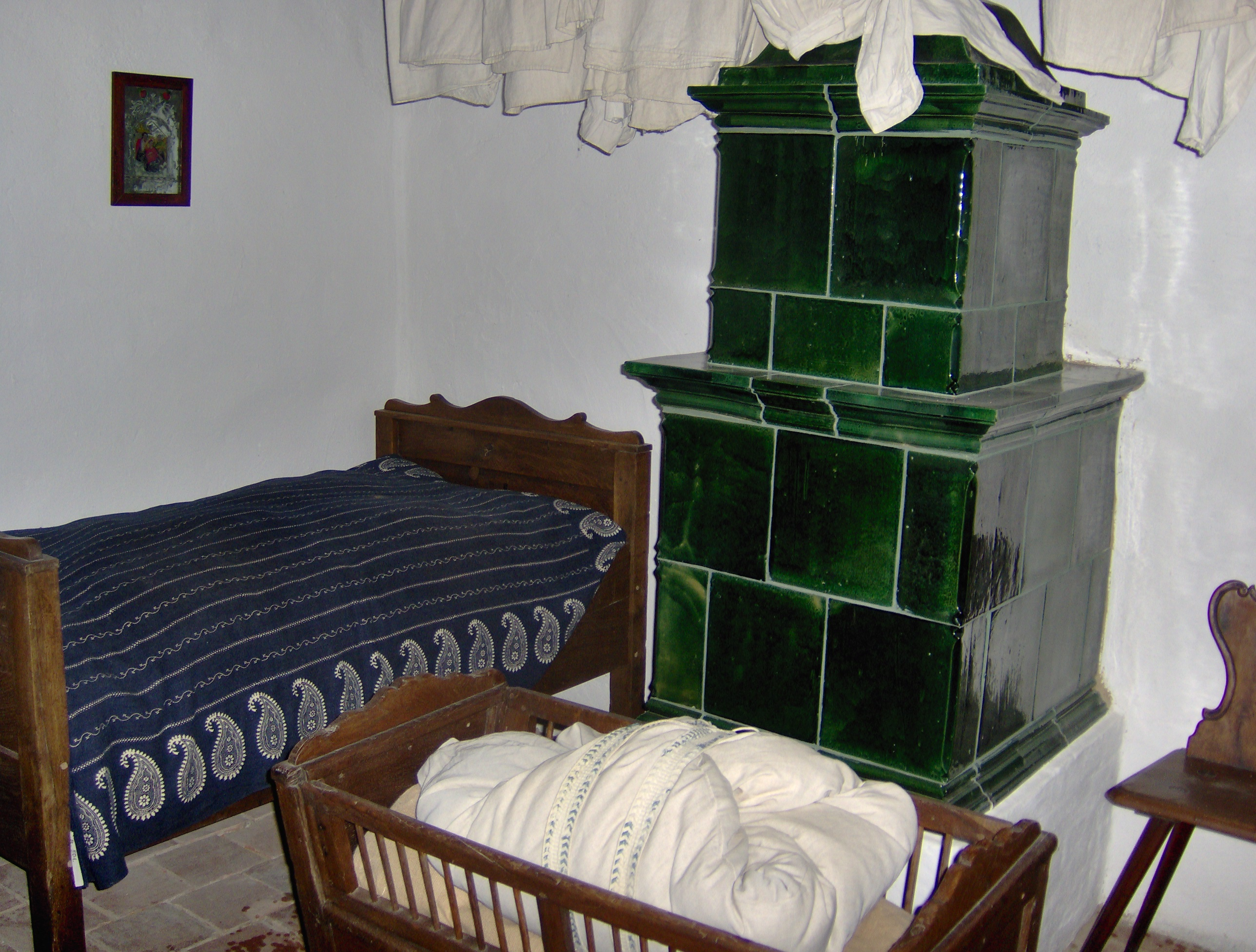
Hongrie
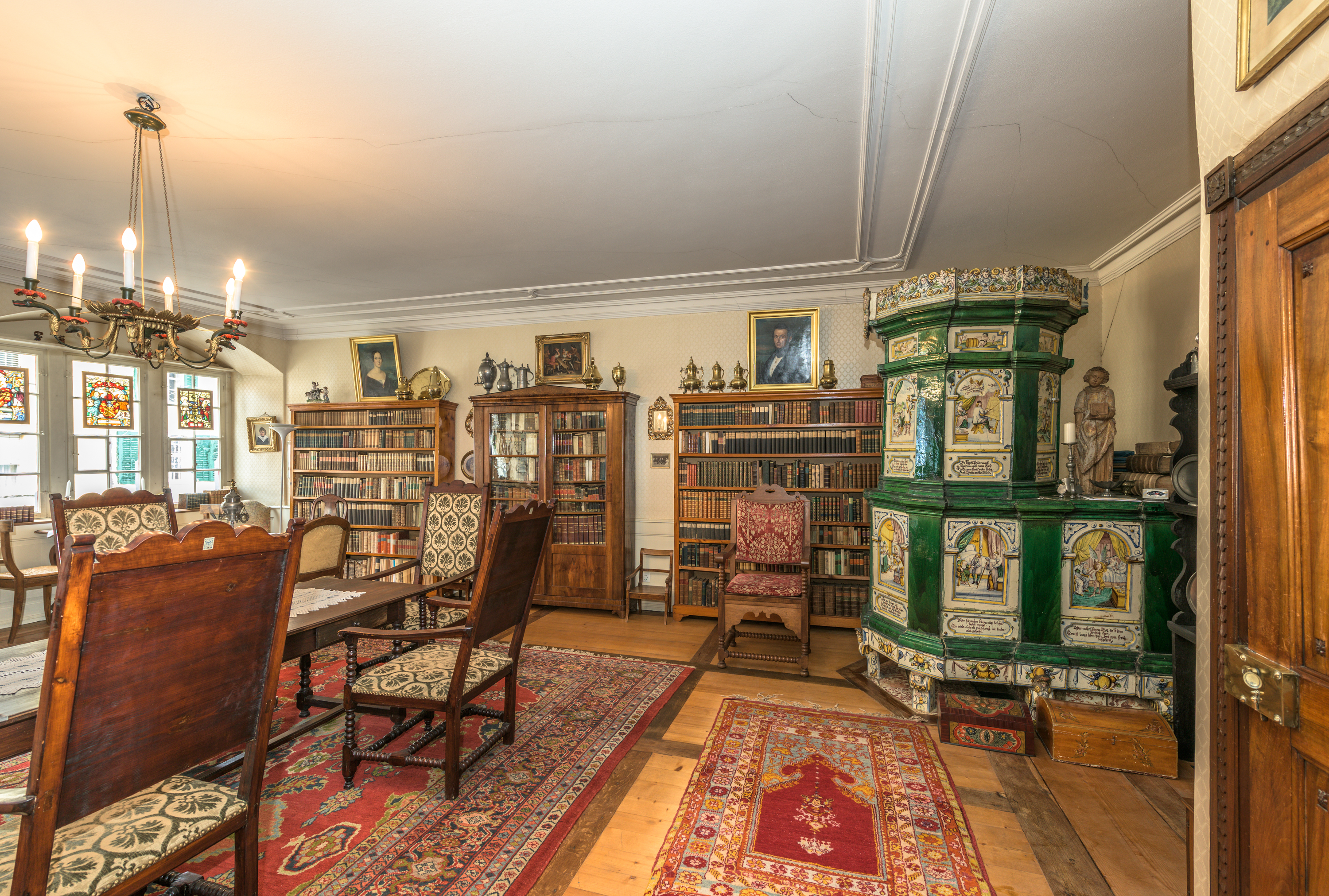
Suisse
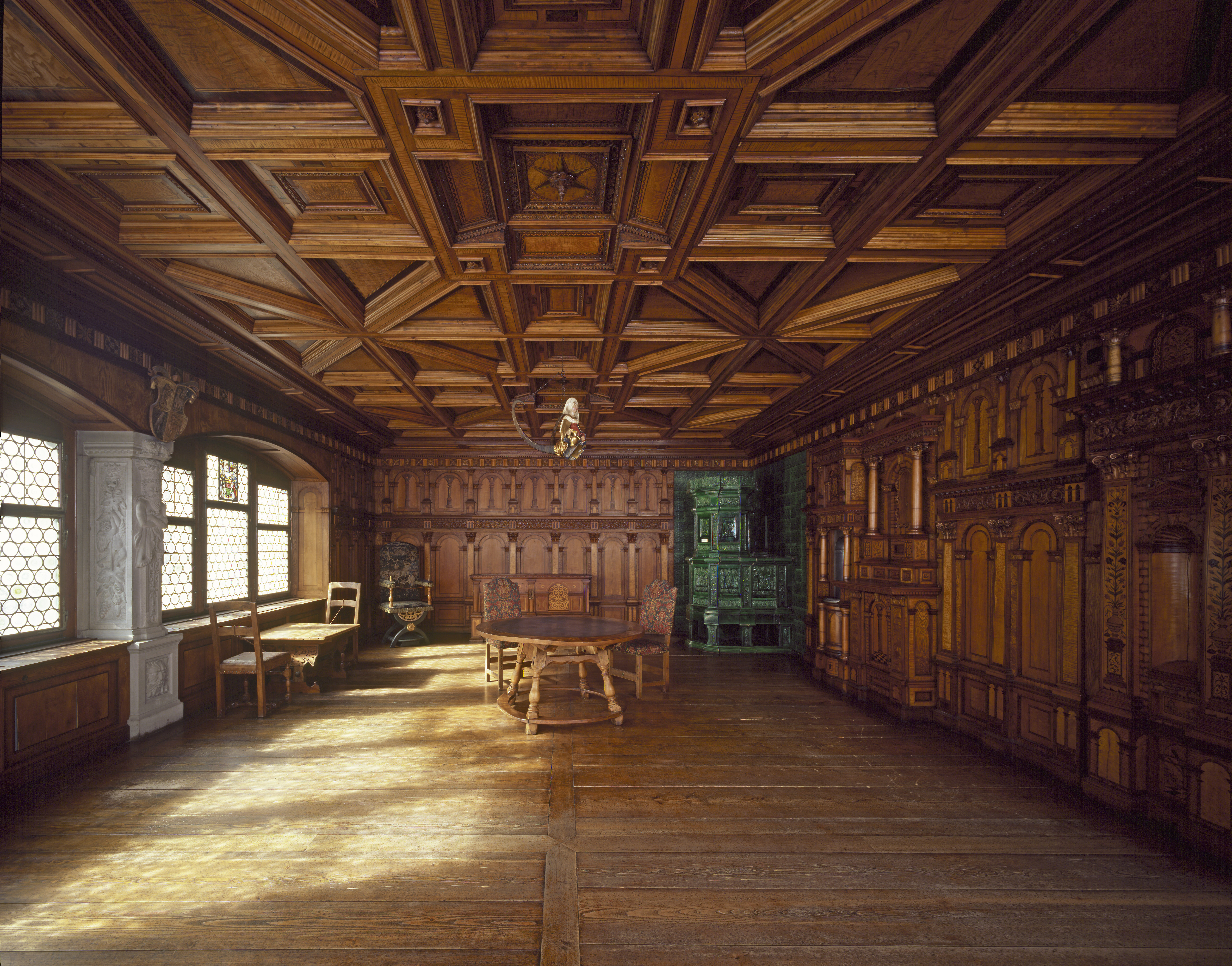
Suisse
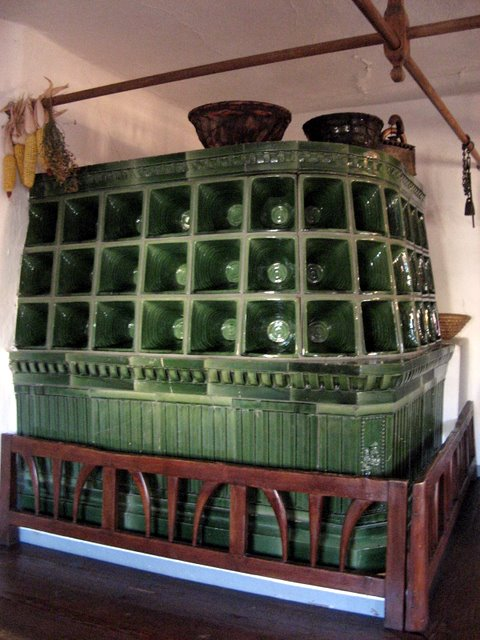
Slovenie
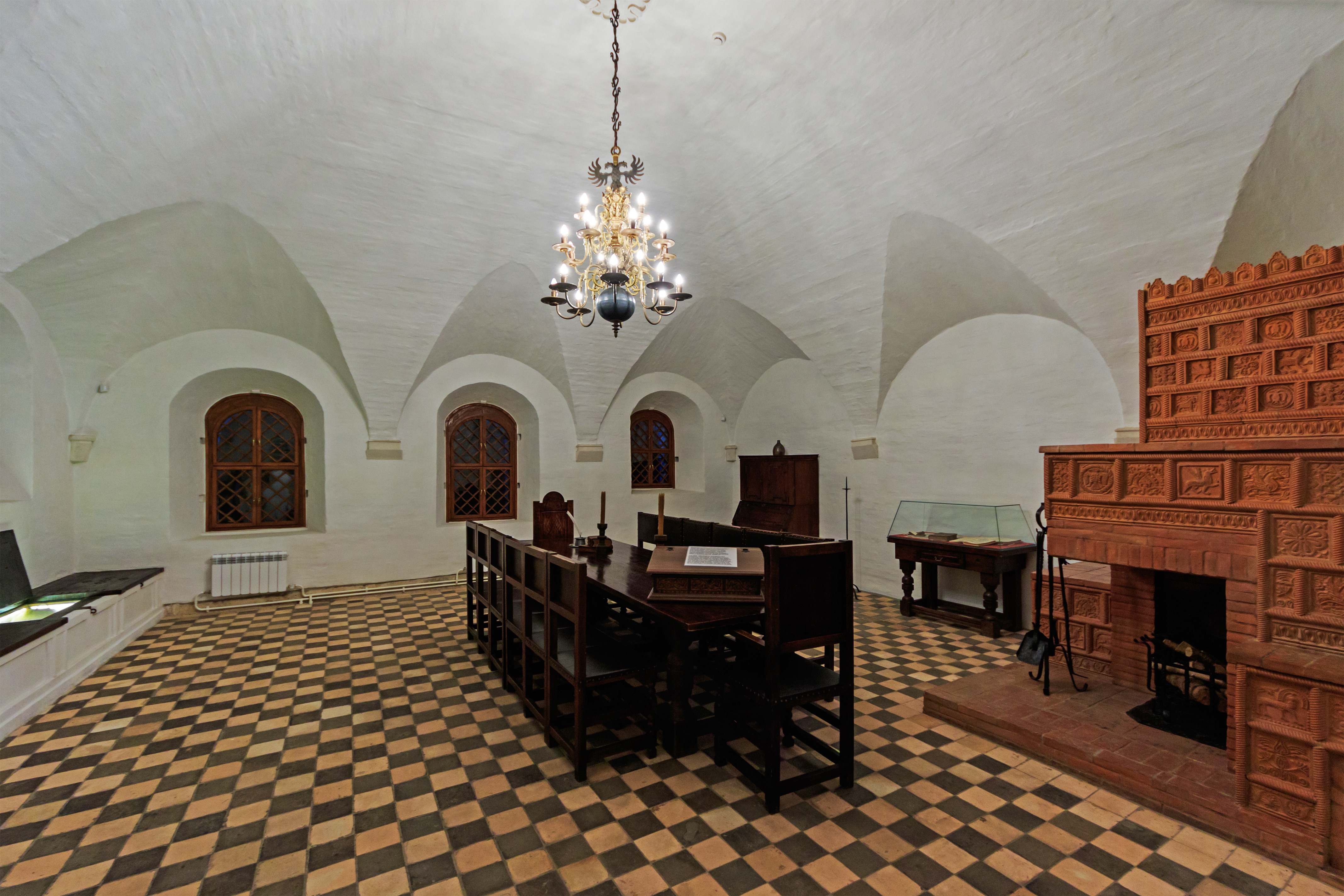
Russie
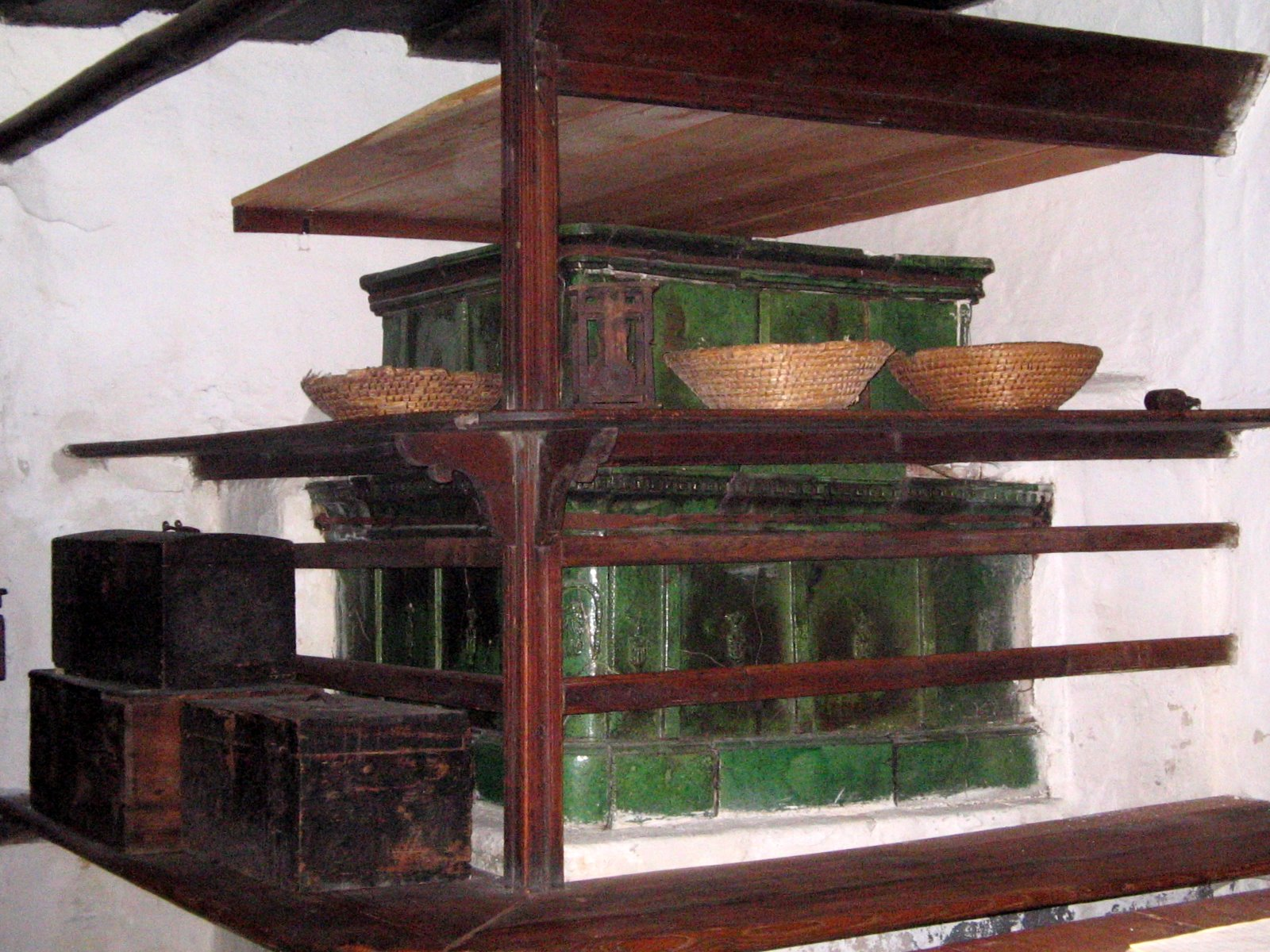
Slovenie
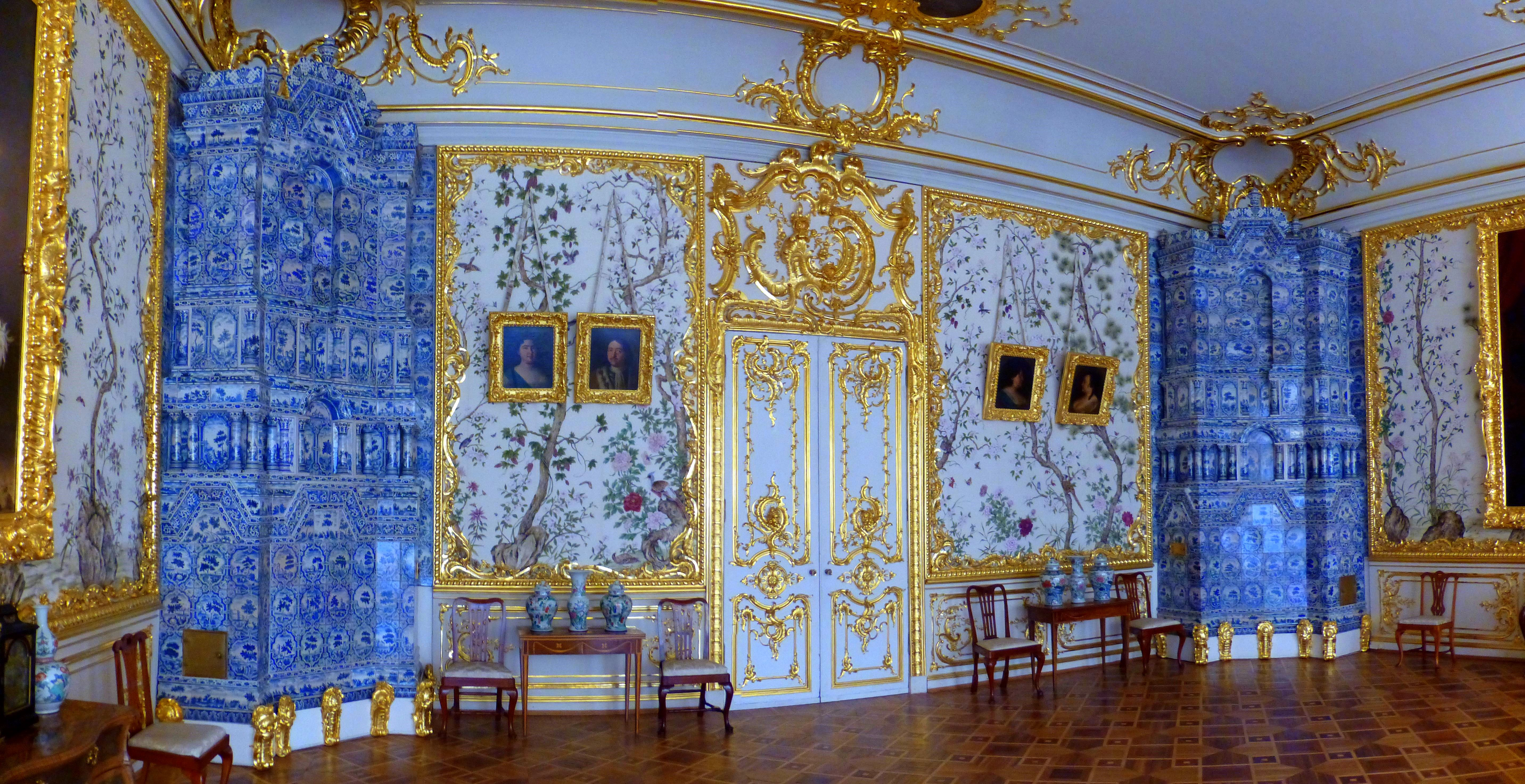
Palais Catherine en Russie
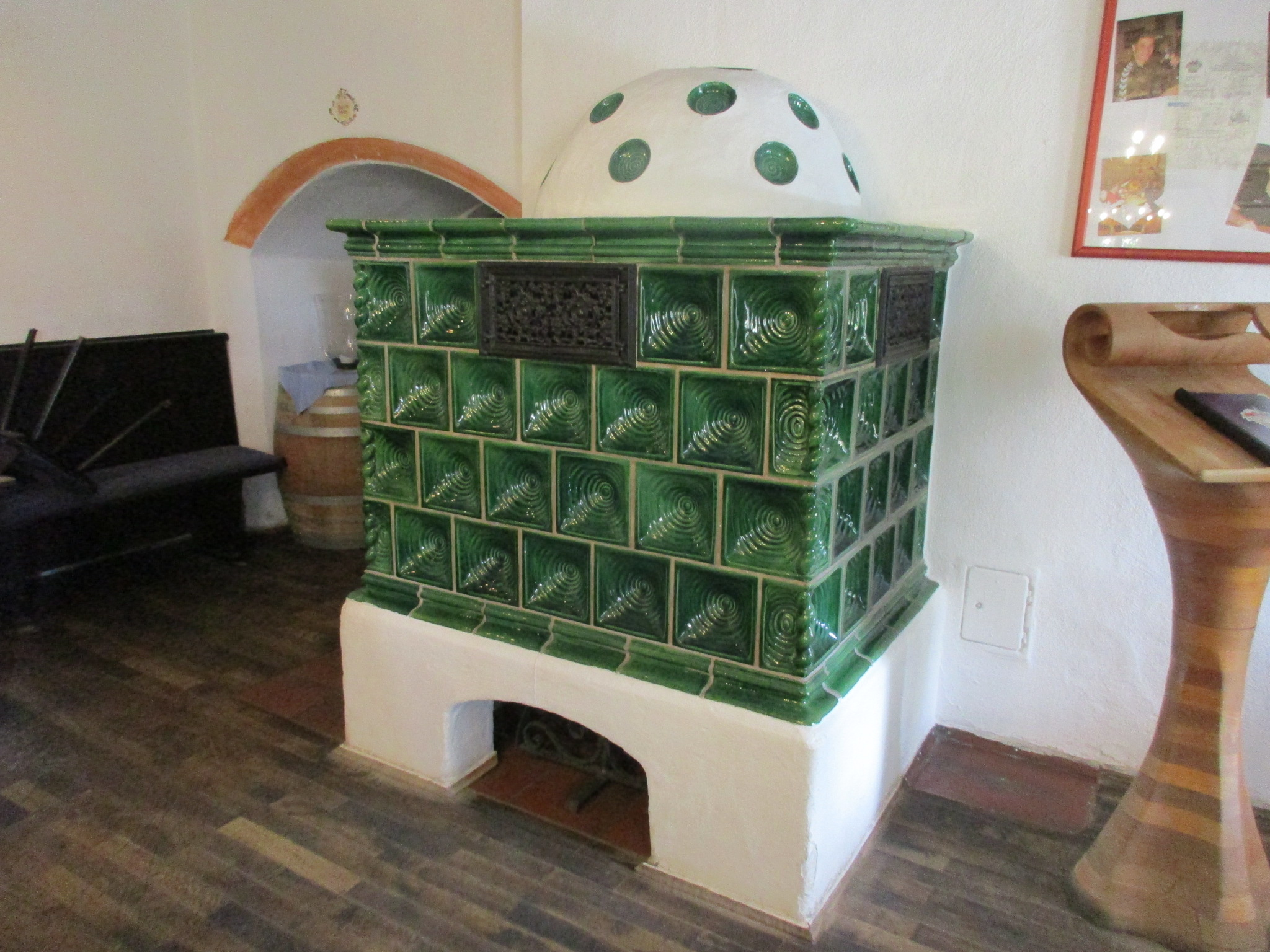
Abbaye d'Andechs Allemagne
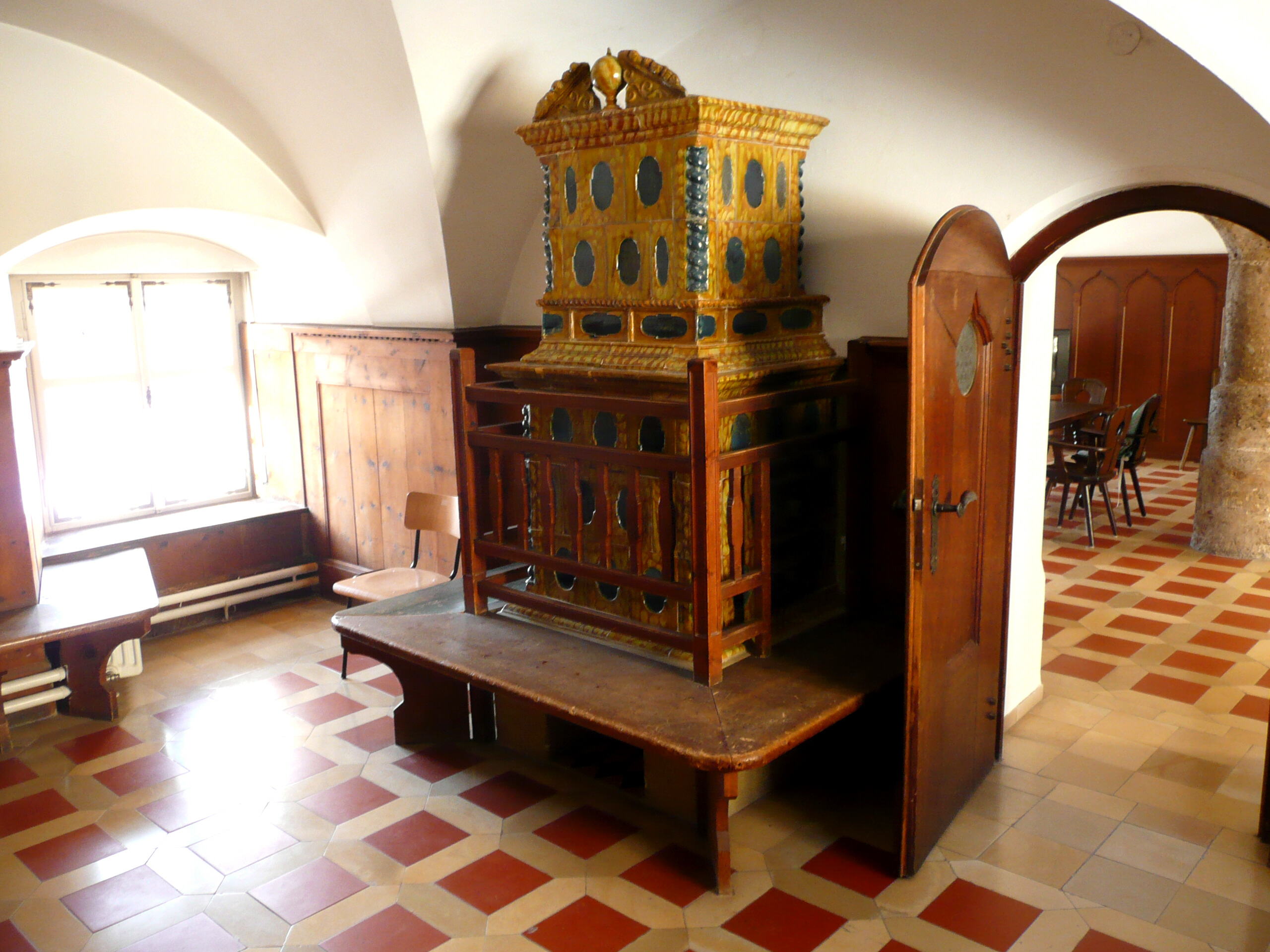
Allemagne
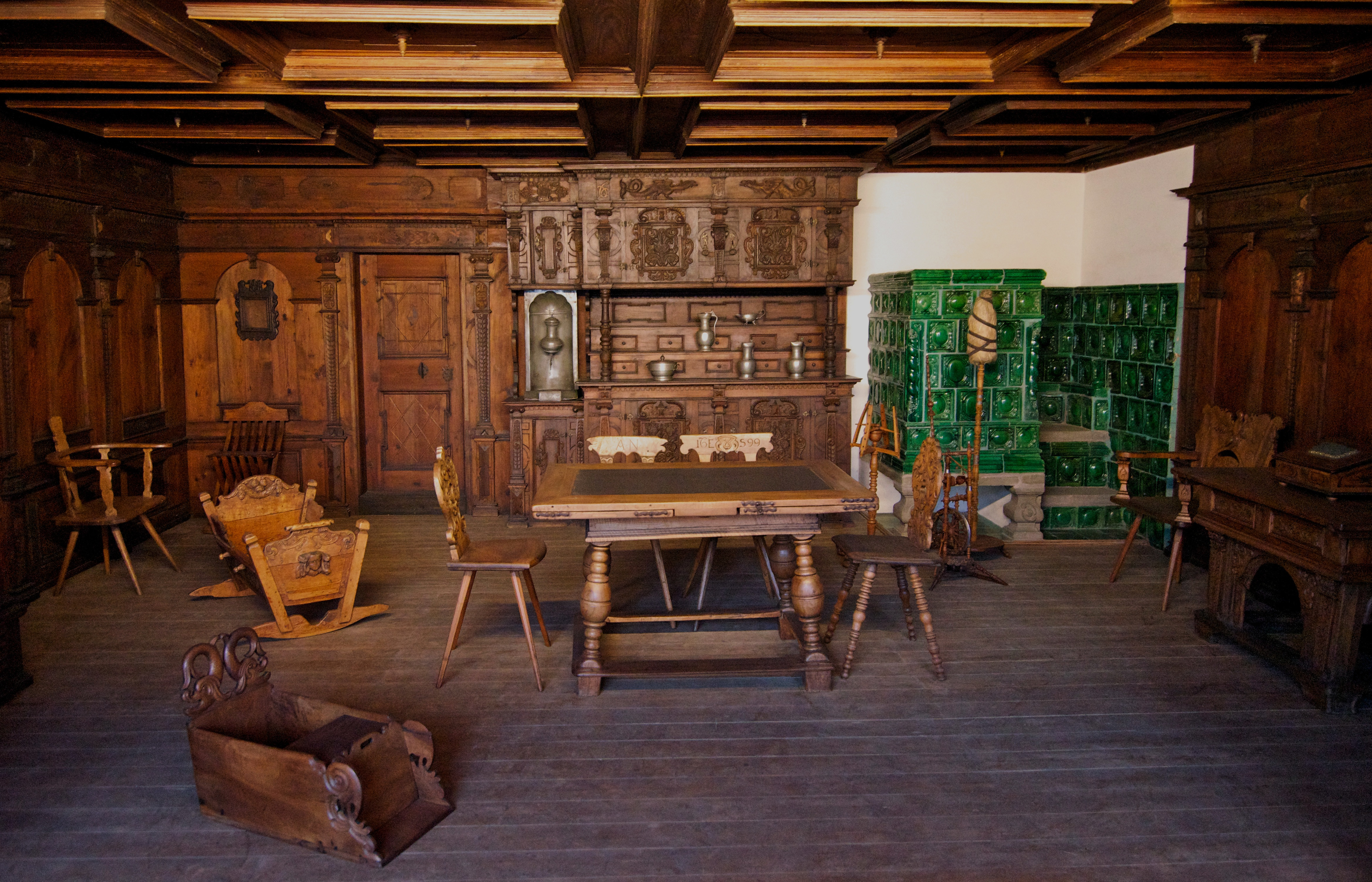
Germanisches Nationalmuseum de Nuremberg
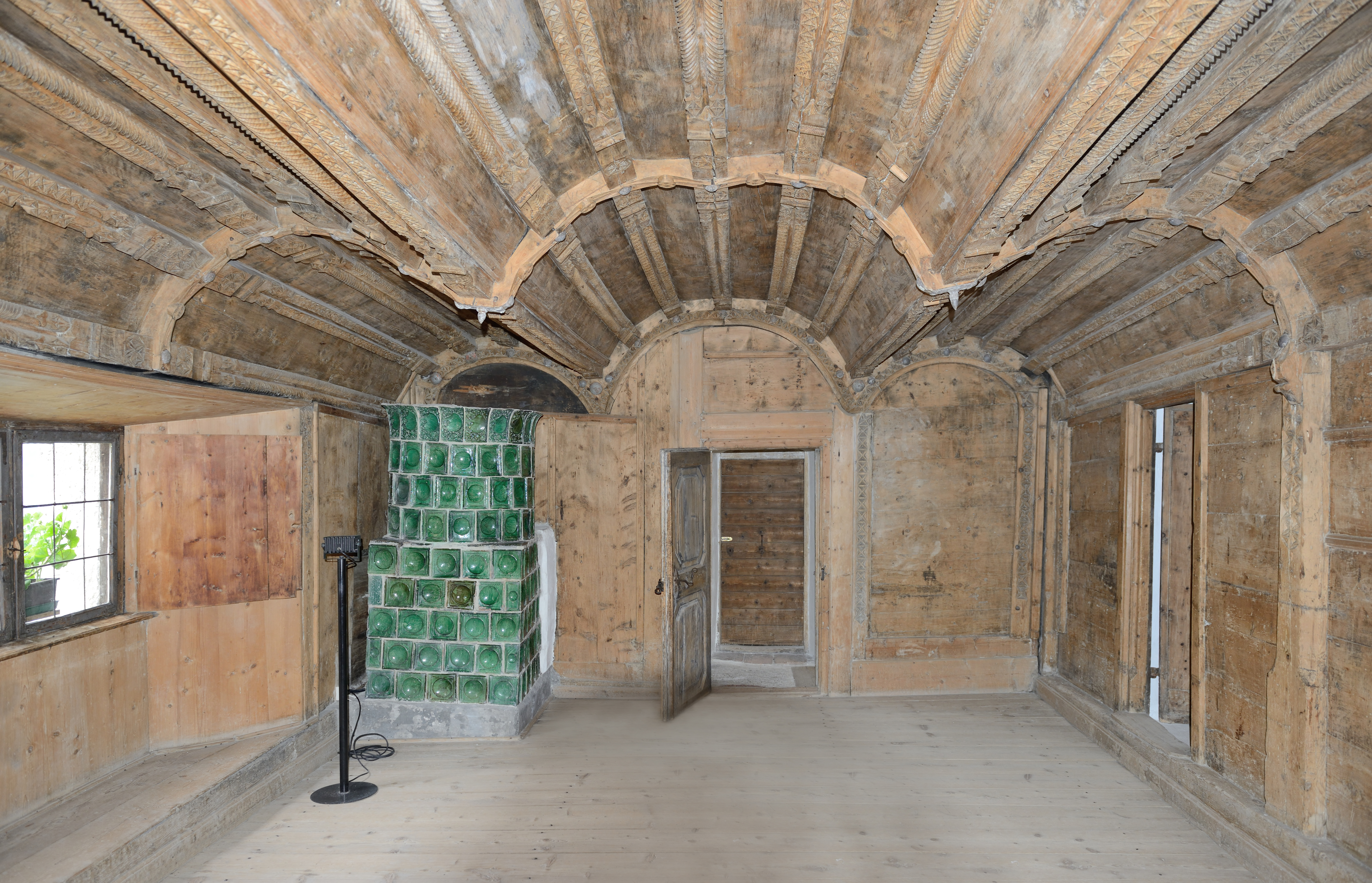
Italie
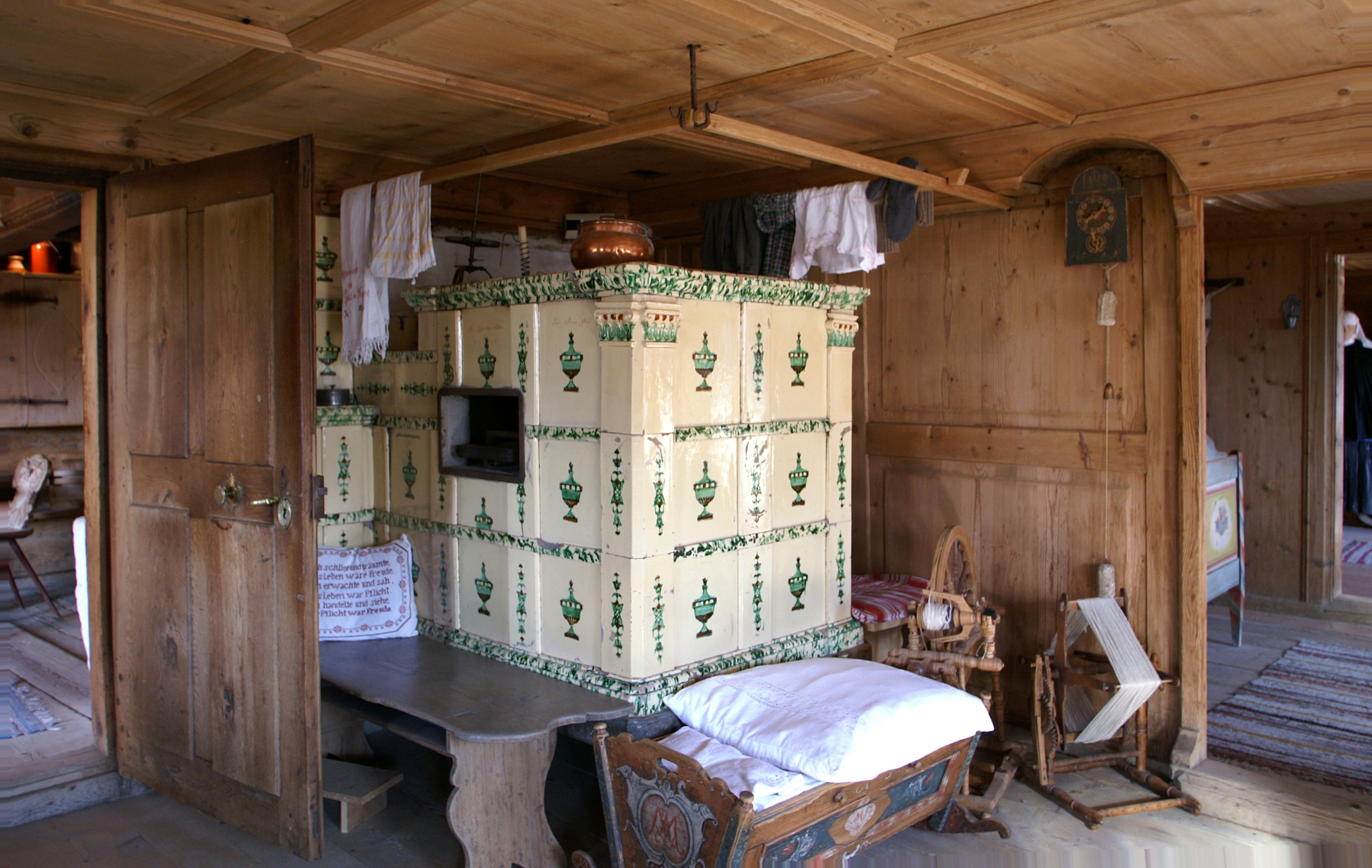
Autriche
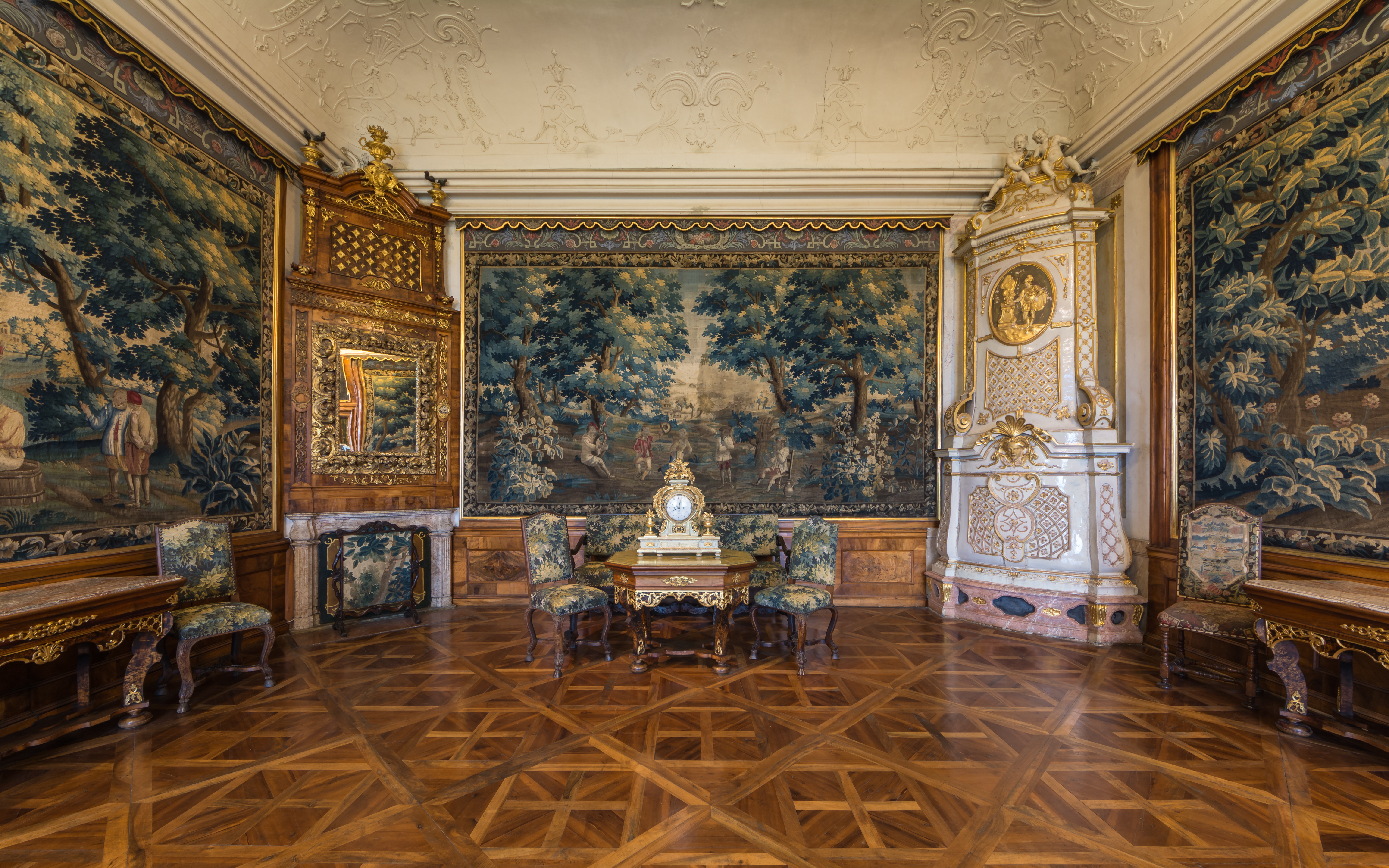
Abbaye de Göttweig en Autriche
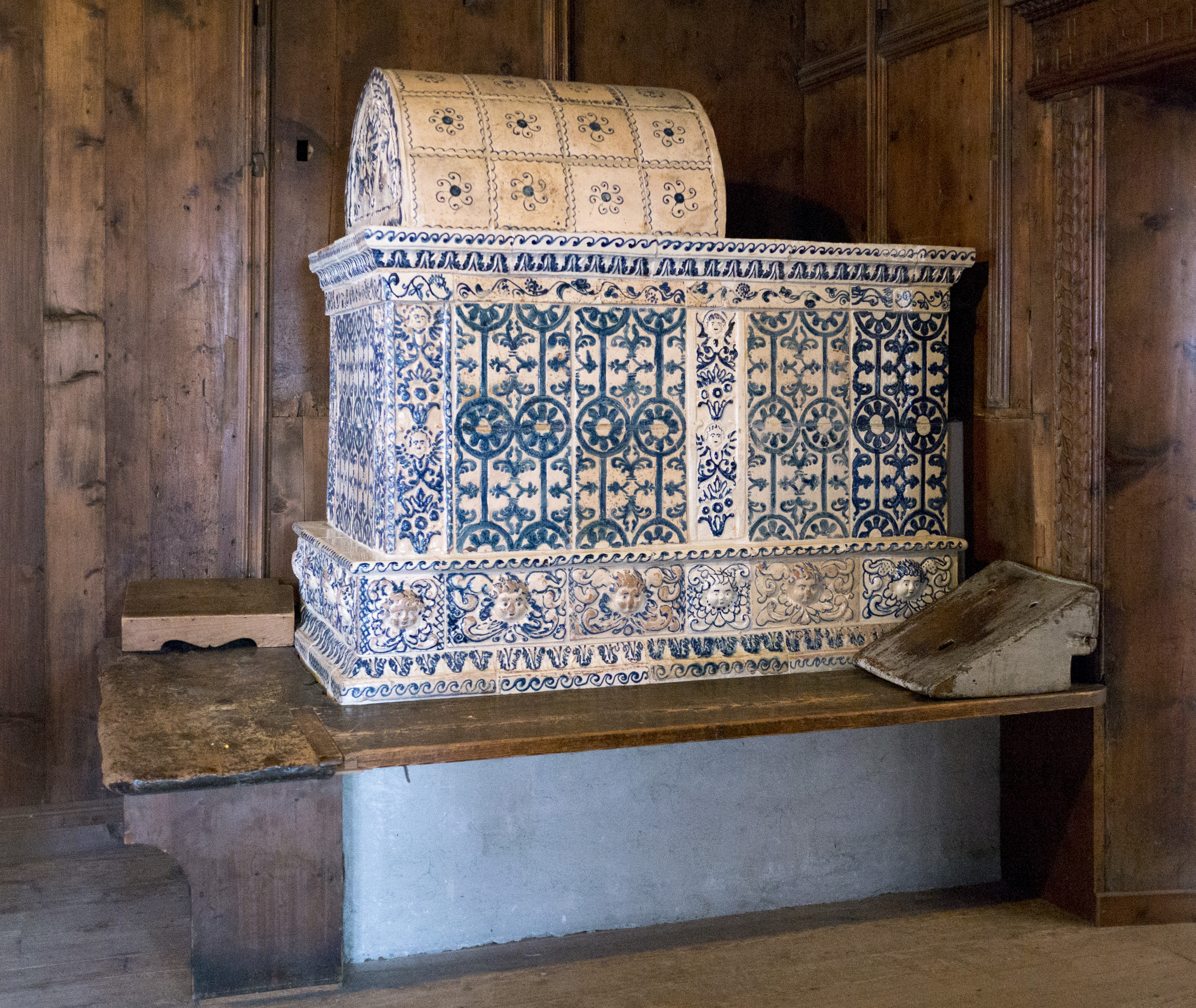
Autriche

### Historique

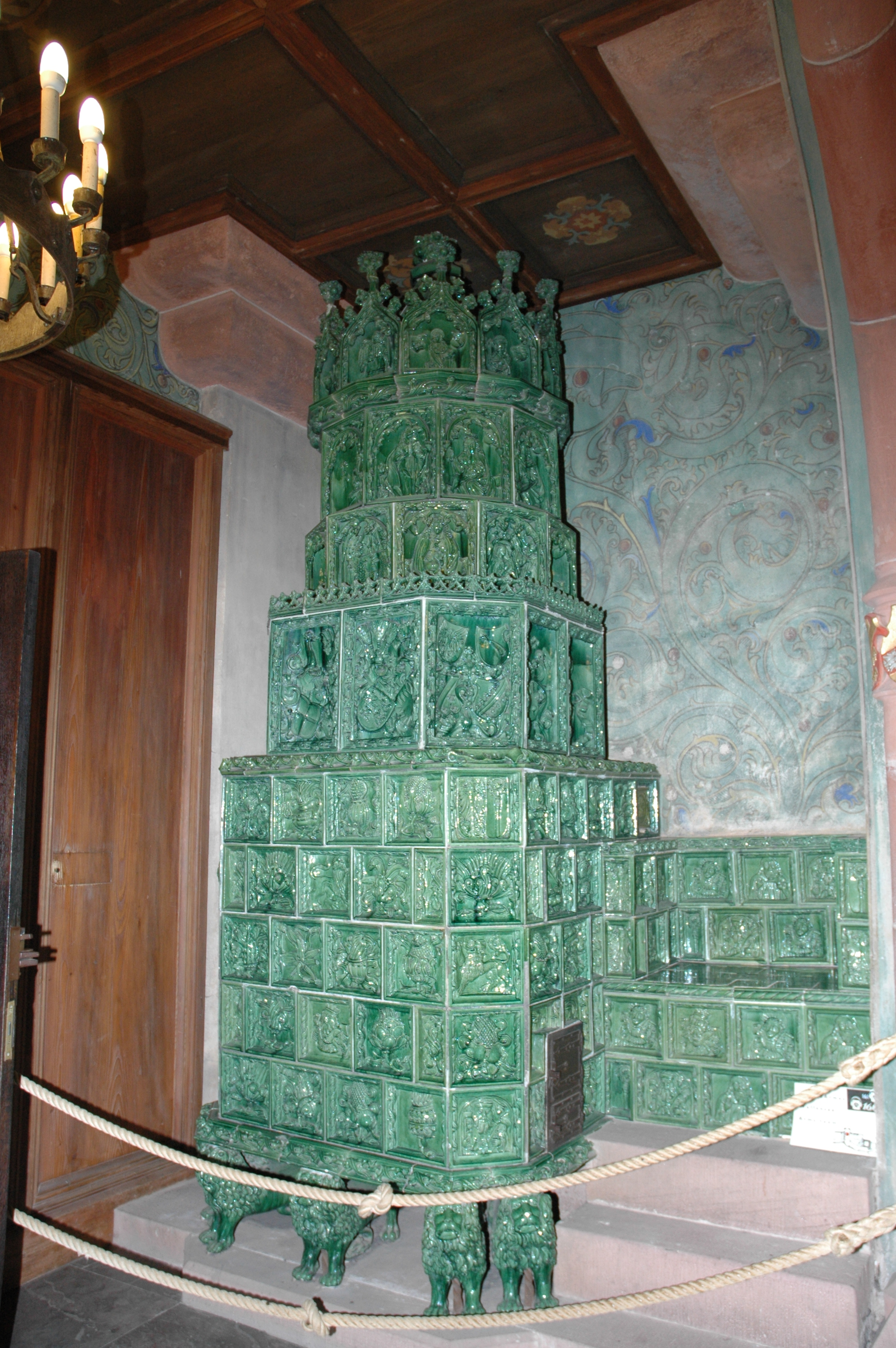
Château du Haut-Koenigsbourg

Le Kachelofen, qui traduit littéralement signifie « poêle recouvert de carreaux », est originaire de l'espace frontalier du Rhin Supérieur (Alsace, Bade-Wurtemberg et nord de la Suisse). Cette région se démarque par l'utilisation d'un habillage de carreaux en céramiques réfractaires les « Kacheln ». Les plus anciens carreaux trouvés dans cette région datent des VIIIe siècle et IXe siècle.

### Principe
Le poêle de masse, appelé aussi poêle à inertie, est un appareil de chauffage à accumulation. Il se caractérise par sa capacité à absorber rapidement l'énergie provenant de la combustion du bois puis à la restituer durant une longue période.
Il se compose de 3 éléments principaux  :
1. Le foyer, c'est l'espace où a lieu de chargement et la combustion du bois.
2. Le récupérateur de chaleur, un système de chicanes par lequel les fumées sortant du foyer transitent et transmettent leur énergie à l'habillage du poêle. Le récupérateur a une fonction d'échangeur de chaleur entre le foyer et l'habillage.
3. L'habillage, ou le manteau extérieur du poêle, qui absorbe la chaleur émise par le foyer et le récupérateur de chaleur, pour la stocker, puis la diffuser par rayonnement dans la maison.

#### Le foyer

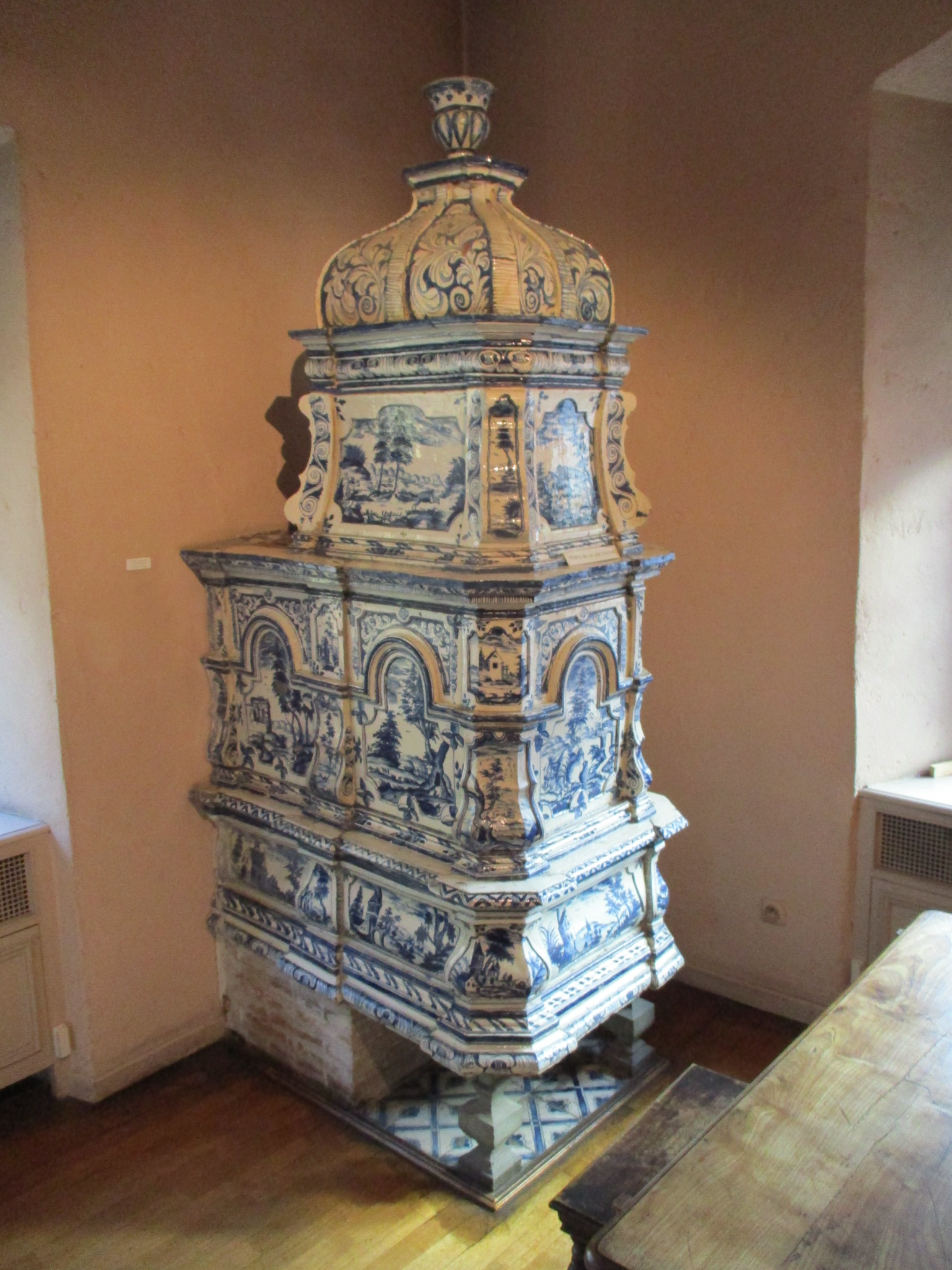
Musée historique de Mulhouse

Le foyer peut être entièrement maçonné (Ce type de poêle de masse est appelé « Grundofen », qui traduit littéralement signifie poêle d'origine) ou en fonte avec un cœur recouvert de brique réfractaires.
L'utilisation d'un foyer en fonte par rapport à un foyer maçonné permet une meilleure réactivité (le poêle se réchauffe plus vite que des foyers tout maçonnés), tout en gardant une bonne inertie (un foyer avec ses pierres pesant entre 290 et 300 kg). De plus, ils ne sont pas sujets au phénomène de saturation. En effet, la brique réfractaire ne peut pas absorber de la chaleur indéfiniment. Elle doit au bout d'un moment d’abord évacuer la chaleur accumulée avant de pouvoir en absorber de nouveau. Par conséquent, quand le poêle de masse entièrement maçonné est chaud, si les besoins en chauffage de la maison de ne sont pas satisfaits, il ne sert à rien d’ajouter du bois, le poêle ne chauffera pas plus. 
L'utilisation des foyers en fonte a permis aussi de généraliser la mise en place du système à double combustion. La double combustion est l’alimentation, en air chaud, des gaz émanants de la combustion du bois dans la partie supérieure du foyer qui déclenche ainsi la combustion de ceux-ci.

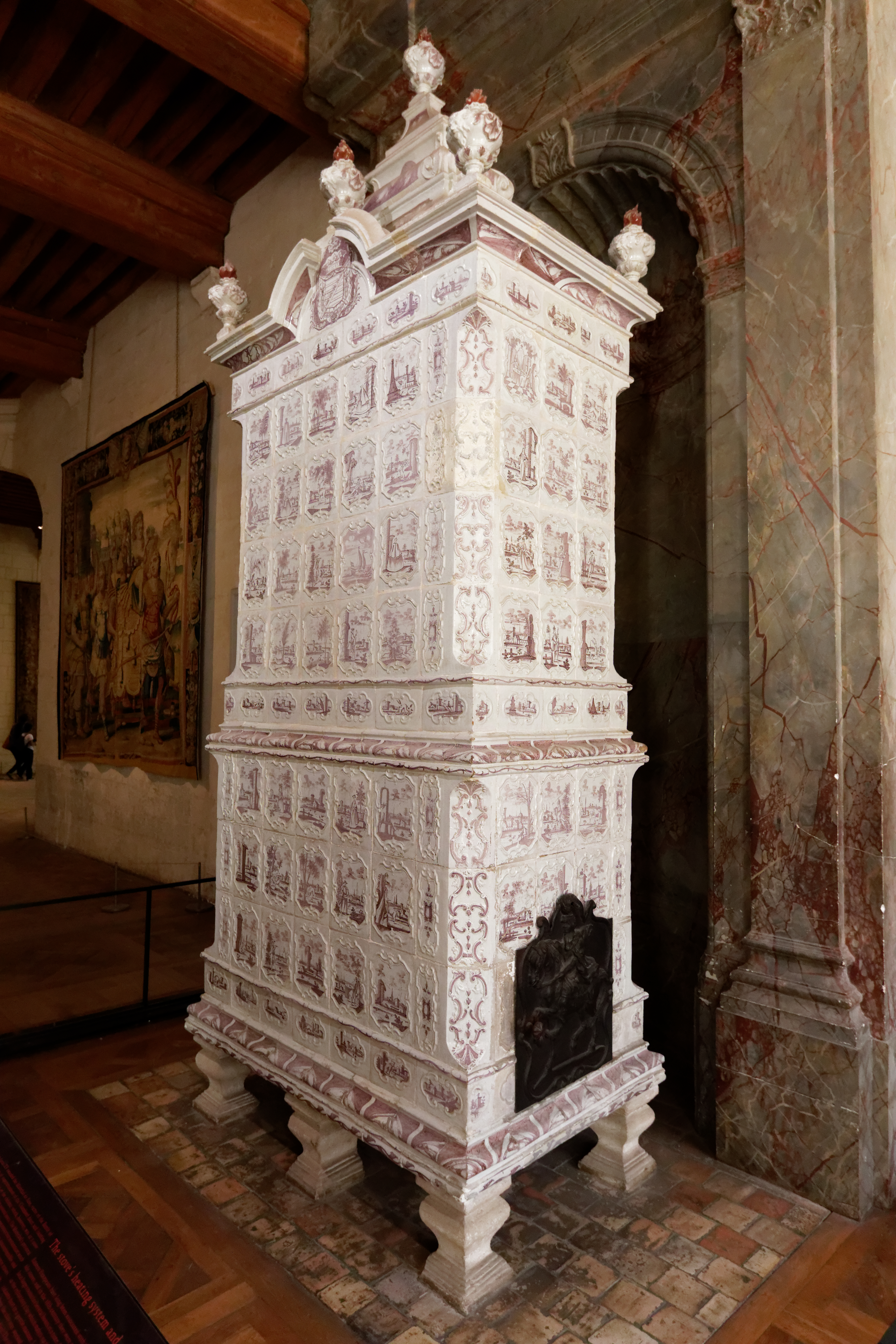
Château de Chambord

### Le récupérateur de chaleur
Raccordé entre la sortie du foyer et le conduit de fumée, il permet d'extraire l'énergie encore restante dans la fumée et de la transmettre à l'habillage du poêle qui va la diffuser par rayonnement. Il peut être construit en fonte avec à l'intérieur des éléments réfractaires, ou entièrement réalisé à partir de matériaux réfractaires.
Les récupérateurs en fonte permettent un montage du poêle plus rapide mais, de par leurs dimensions fixes ne peuvent pas être utilisés dans toutes les situations. Tandis que les récupérateurs entièrement maçonnés permettent une plus grande liberté dans le design du poêle et occupe moins de place mais nécessite un certain savoir faire.
Le dimensionnement du récupérateur s'obtient par le calcul. La section du conduit et le nombre d'angles doivent être pris en compte en fonction de la puissance du foyer et des accessoires installés : four à pain, bouilloire, banc chauffant.

### Les flambées

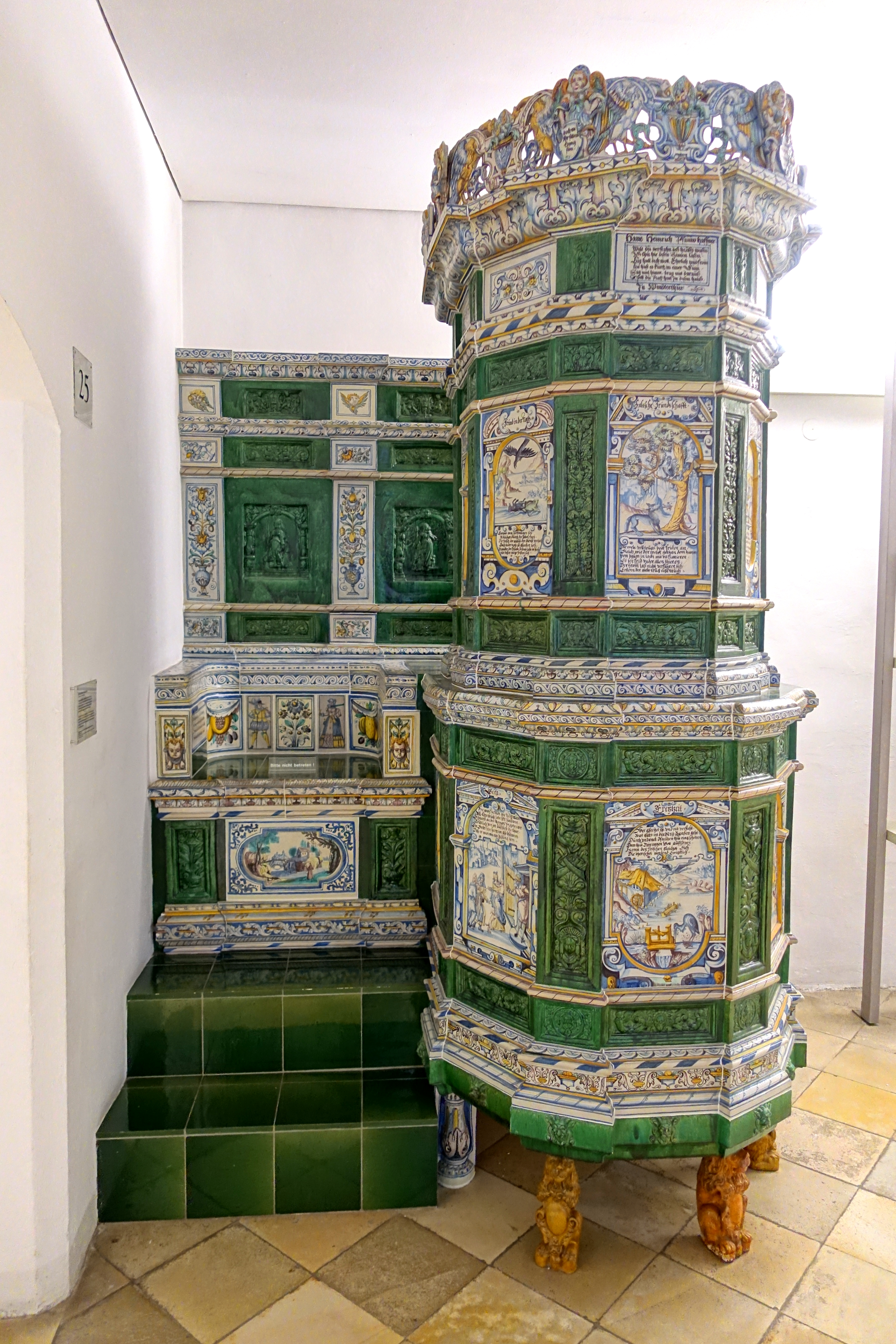
Germanisches Nationalmuseum

Généralement, une flambée d'une à deux heures permet de chauffer pendant vingt-deux heures environ, ce qui permet à son utilisateur de ne faire qu'une flambée par jour.
Selon la masse du poêle, les flambées sont plus nombreuses et réparties en deux ou trois fois par jour. Plus la masse est faible, plus le nombre de flambées sera important.
Pour accroître l'efficacité de la flambée, le poêle de masse utilise le principe de la post combustion.
Ce principe vise à obtenir dans une seule (ou deux) chambre de combustion une température suffisamment élevée des gaz émis par la flambée afin de brûler lesdits gaz. La température alors obtenue dans le foyer est de l'ordre de 700 à 850 °C. Il ne faut surtout pas chercher à faire monter les températures à plus de 850 °C sinon on provoque la production de NOx qui sont de forts polluants.

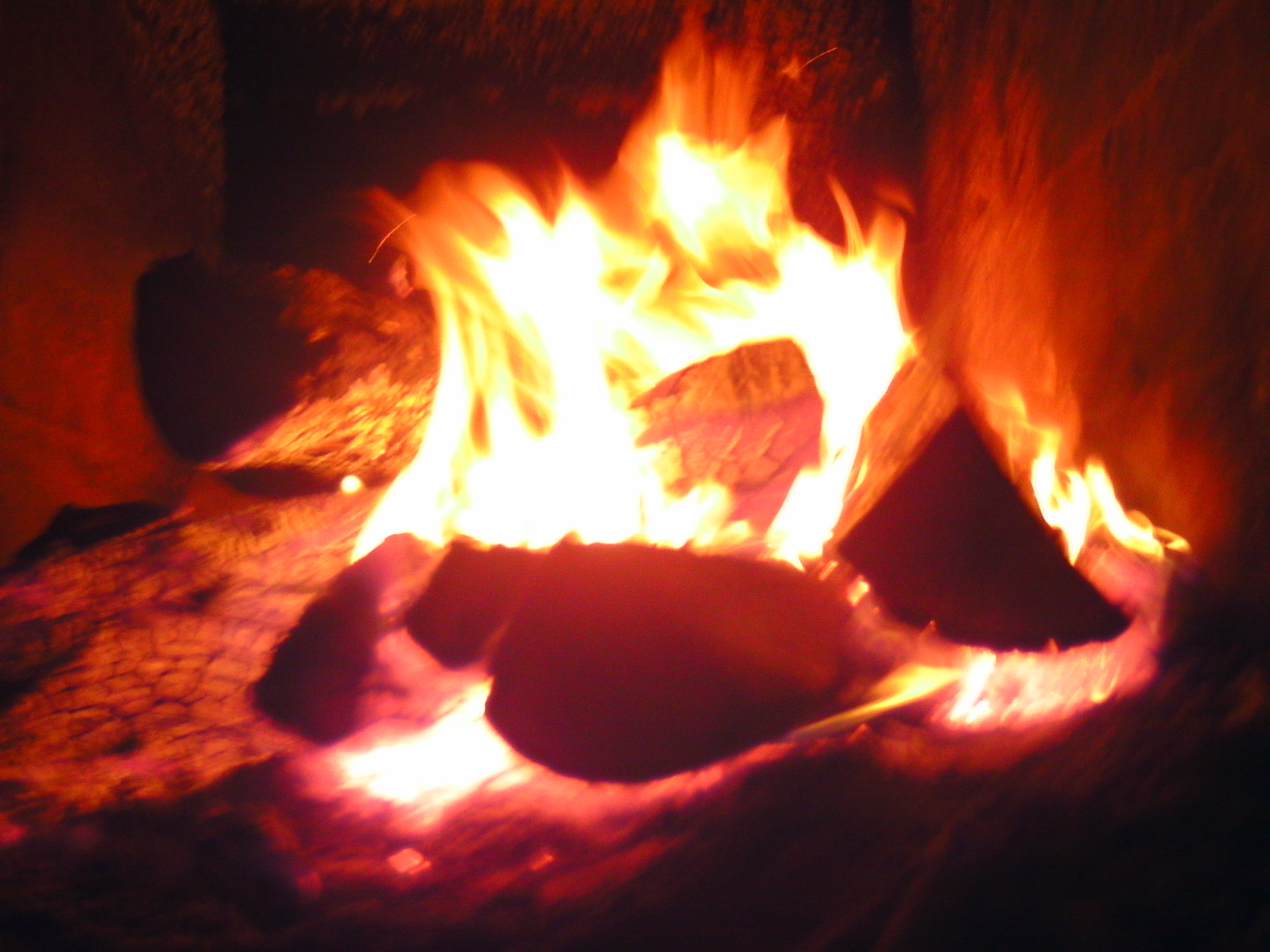

Pour pouvoir enflammer la créosote produite par la première combustion incomplète, il est nécessaire d'obtenir dans la première chambre une température de l'ordre de 600 °C qui ne peut être obtenue que dans un foyer fermé. Il est aussi nécessaire d'apporter un complément d'oxygène qui sera fourni soit par un excédent d'air primaire (air arrivant dans la première chambre de combustion), soit par une arrivée d'air dite secondaire (injecté au-dessus du bois).
Le combustible a son importance aussi pour arriver à une combustion complète. Non pas par sa qualité mais par sa teneur en eau qui ne devra pas excéder 20 % de son poids. L'essence du bois importe peu, c'est l'humidité qui doit être la plus faible possible.
Une fois que des températures élevées sont obtenues, il serait dommage de perdre toute cette énergie en rejetant directement les fumées dans le conduit de cheminée. Aussi le poêle de masse est-il construit de manière à faire descendre ce flux de part et d'autre des deux chambres de combustion sur environ 2 mètres. Cette distance permet de diffuser la chaleur dans la masse par conductivité et ainsi de faire passer les gaz de 850 °C à 120 °C avant de les laisser s'échapper dans la cheminée. 

#### Matériaux

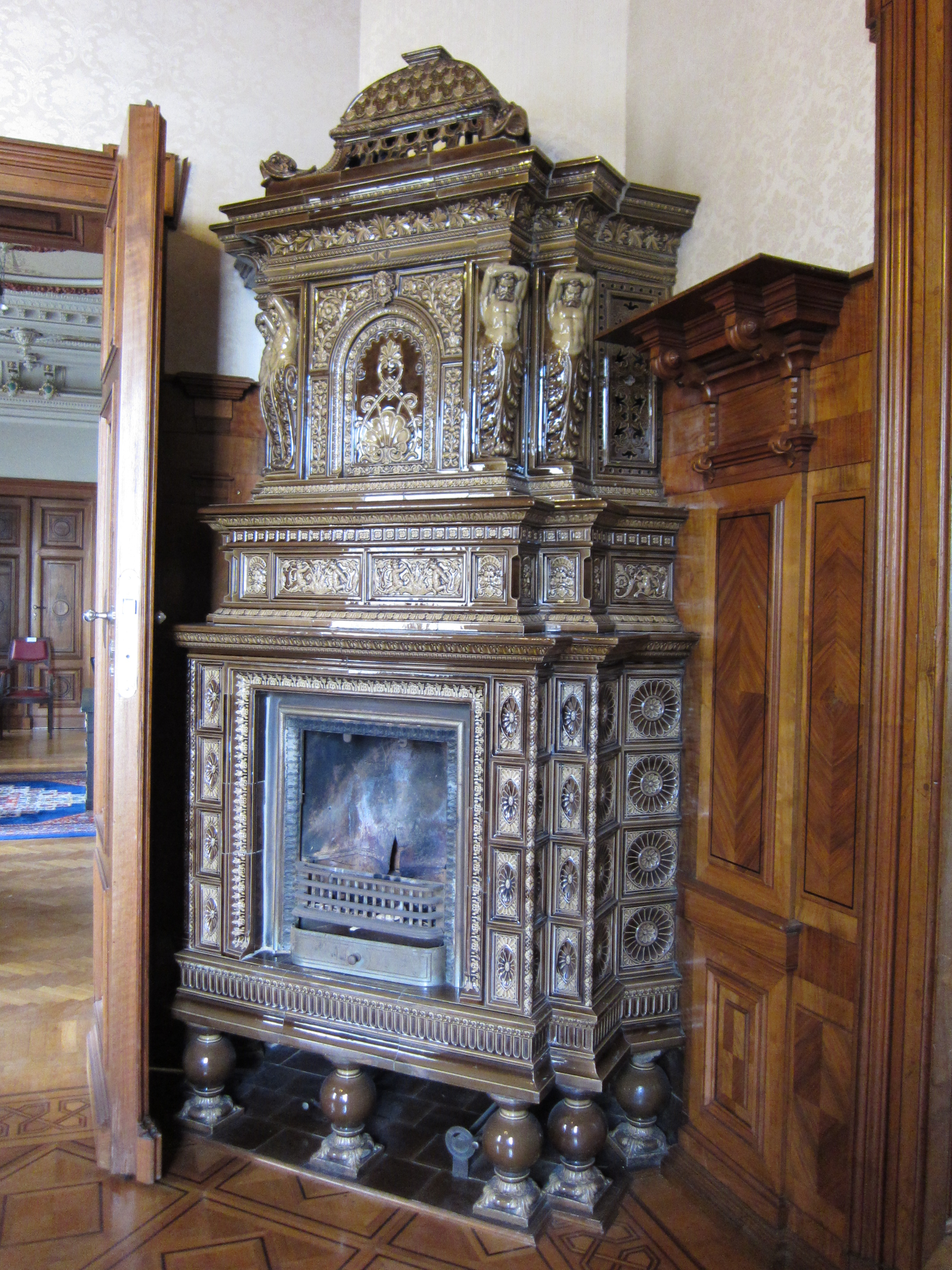
Villa Grumbtsche de Dresde en Allemagne

Pour l'habillage (parois construites autour du cœur de chauffe), les matériaux sont le plus souvent choisis sur l'alliance de critères physiques (résistance à la chaleur, conductivité, etc.) et de critères esthétiques.
Le combustible a son importance aussi pour arriver à une combustion complète. Non pas par sa qualité mais par sa teneur en eau qui ne devra pas excéder 20 % de son poids. L'essence du bois importe peu, c'est l'humidité qui doit être la plus faible possible.
Une fois que des températures élevées sont obtenues, il serait dommage de perdre toute cette énergie en rejetant directement les fumées dans le conduit de cheminée. Aussi le poêle de masse est-il construit de manière à faire descendre ce flux de part et d'autre des deux chambres de combustion sur environ 2 mètres. Cette distance permet de diffuser la chaleur dans la masse par conductivité et ainsi de faire passer les gaz de 850 °C à 120 °C avant de les laisser s'échapper dans la cheminée. 
En résumé : Une flambée vive avec un apport d'air suffisant et un combustible bien sec permet d'obtenir un maximum de chaleur qui sera emprisonnée dans le corps même du poêle. Il en résulte des dégagements très peu polluants et une production de cendres minime (de l'ordre d'un seau par mois pour une utilisation journalière).
Avantages : Les avantages sont multiples, allant du point de vue écologique au point de vue sanitaire. La chaleur dégagée par le poêle de masse est principalement rayonnante (souvent comparée à l'action du soleil) apportant un confort rapide et homogène. Ce mode de propagation évite aussi le brassage des poussières par une masse d'air chauffée par convection. À titre d'exemple, la consommation de bois est réduite à six stères de bois par saison de chauffe pour 150 m² pour un climat tempéré. Les émanations ne sont plus chargées de particules nocives et polluantes grâce à une combustion plus complète, ce qui fait de ce système de chauffage l'un des plus propres et performants qui soit.
Inconvénients : Le principal inconvénient pendant de nombreuses années provenait de la force de ce type d'appareil : l'inertie. Cela est toujours valable pour certains types de poêles de masse (à parois épaisses). Le temps de chauffer l'ensemble du poêle est proportionnel à sa masse. Pour ne pas endommager l'appareil, la montée en température doit être faite par feux graduels. Toute absence prolongée durant la période hivernale obligera donc à réchauffer progressivement l'appareil. Cela prend en général entre 36 et 48 heures durant lesquelles la température augmente graduellement.
Toutefois il existe aussi des poêles plus réactifs qui donnent leur pleine puissance au bout de 2 heures, mais qui ont une période de restitution plus courte (8 à 12 heures).

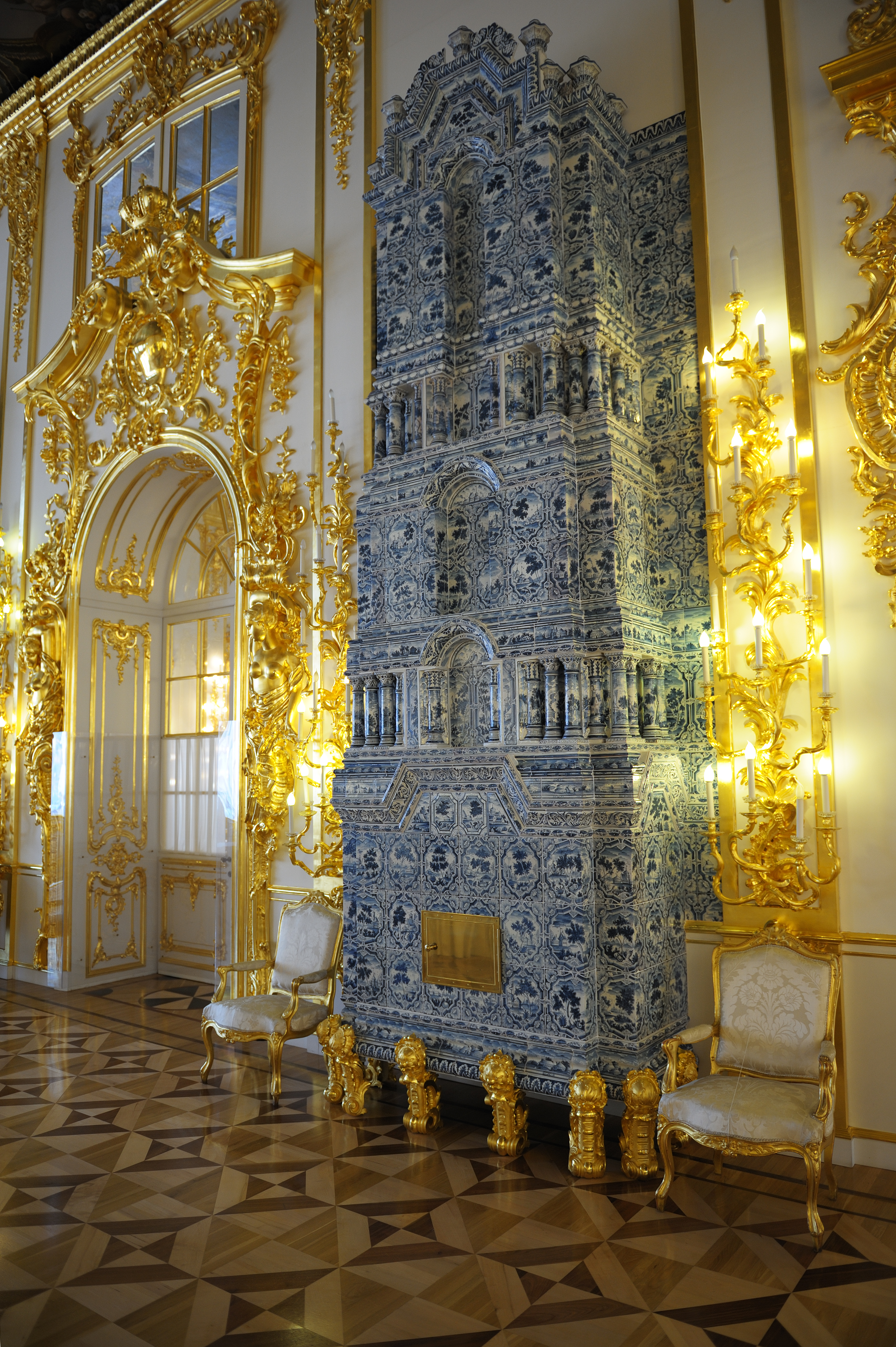
Palais Catherine en Russie

## Construction

### Support du poêle

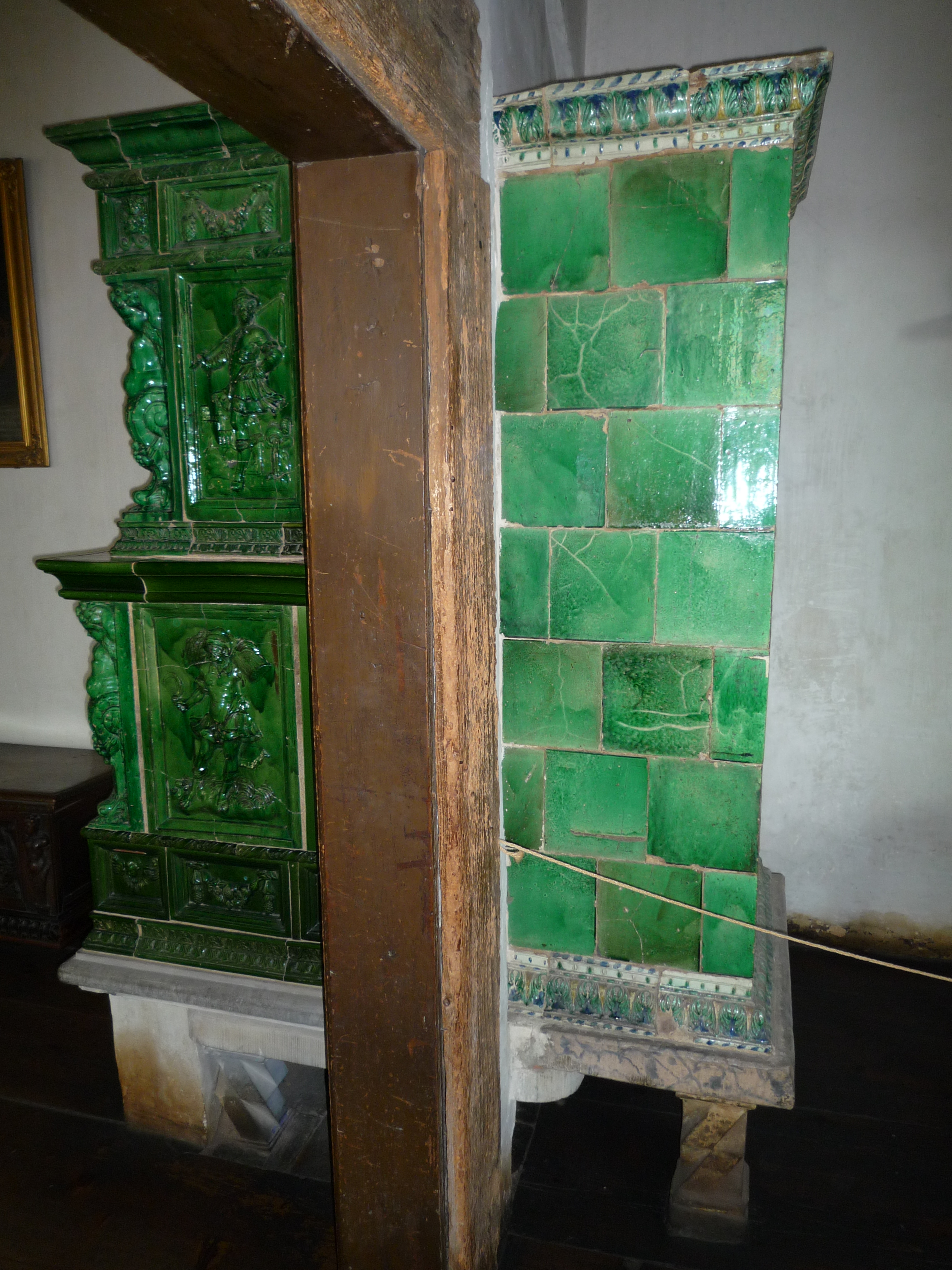
Meersburg en Allemagne

Le support de ce genre de poêle n'est pas à prendre à la légère au vu des masses considérées (de 1 à 6 tonnes suivant le modèle).
Il est en général constitué d'une dalle en béton dimensionnée comme une fondation de mur. Elle pourra ensuite être recouverte d'une couche d'isolant incompressible pour éviter un pont thermique sous le poêle.
Certains poêles relativement légers peuvent être supportés par des poutres métalliques scellées dans un mur plein, permettant ainsi d'installer un poêle à l'étage sur un plancher de bois sans pour autant construire une colonne de soutien.

### Foyer primaire
Le foyer primaire peut être construit en brique réfractaire mais aussi en béton de chamotte. Dans le cas de l'utilisation de béton de chamotte, il est à noter que les éléments moulés doivent être préalablement cuits dans un four professionnel afin d'avoir un produit durable. Dans tous les cas, il faut se reporter aux consignes du fabricant pour une bonne mise en œuvre.
Les arrivées d'air peuvent être uniquement secondaires, et même doivent l'être dans l'idéal. En effet, la présence dune grille dans la sole du foyer entraîne des élévations des émissions de particules fines. 
La taille du foyer dépend de la charge de bois qu'on veut pouvoir brûler en une fois.

### Foyer secondaire

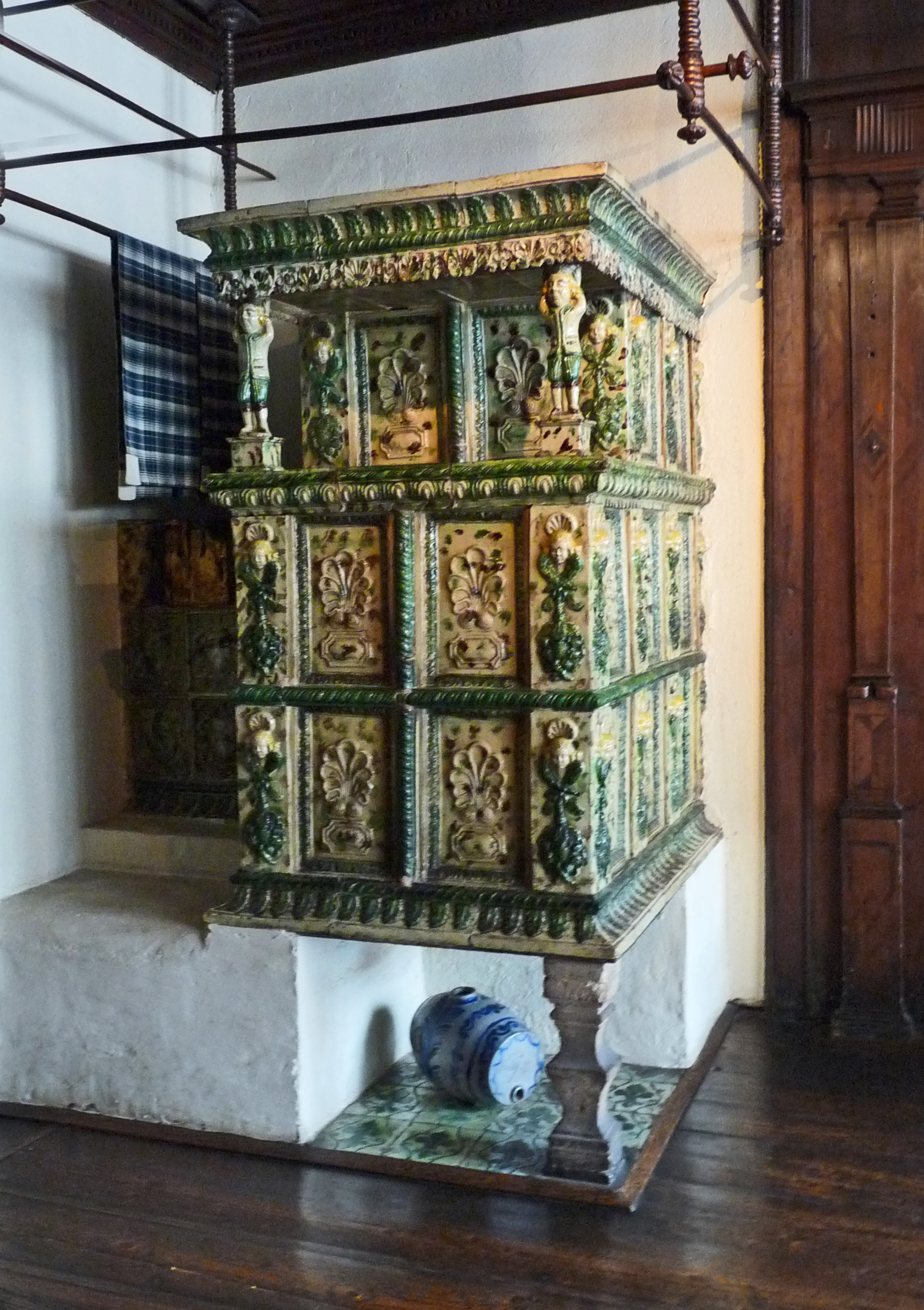
Musée alsacien de Strasbourg

Contrairement à une idée répandue, il n'y a pas forcément de foyer secondaire. Certains foyers utilisent cette architecture, d'autres tels les poêles autrichiens et suisses ne l'utilisent pas.

### Carneaux de fumée
Entre le foyer et le conduit de cheminée, la fumée circule dans des carneaux de fumée qui vont servir principalement à récupérer la chaleur des fumées.

### Four
Un four pour faire cuire les aliments peut être ajouté. Il existe deux types de fours : le four "noir" ou le four "blanc". 

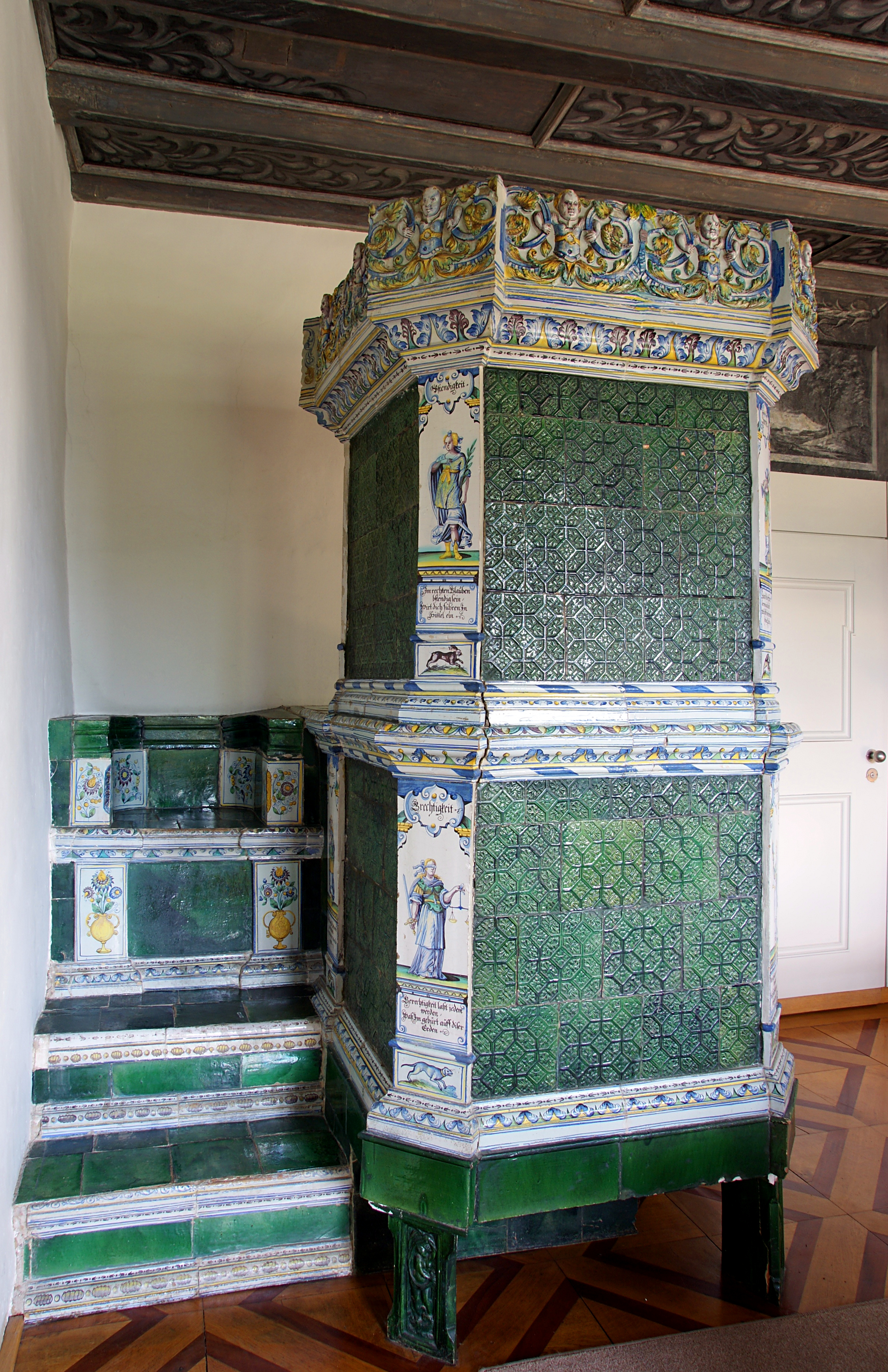
Suisse

Le four noircomme son nom ne l'indique pas, c'est un four propre. Le principe est de faire la flambée dans le four à la manière d'un four à pain traditionnel ou d'un four à gueulard.  Le fait de faire le feu directement dans le four permet d'obtenir des températures élevées qui permettent toutes les cuissons (de la pizza à 400 °C jusqu'au tajine mijoté, en passant par les pains cuits aux environs de 250 °C. Selon la conception, le foyer peut être utilisé comme un four noir. Bien sûr, on ne peut utiliser ce type de four pendant la flambée ; une flambée durant 1h30 à 5 heures, cela fait que le four est chaud et utilisable 19 à 22h30 par jour (si le poêle est conçu pour une autonomie de 24 heures).
Le four blancest hermétique. Les fumées en sortie de goulet passent au-dessus et en dessous via une dalle qui chauffe le four à des températures pouvant monter à  250 °C en fin de flambée. La cuisson est donc possible à n'importe quel moment. Les températures sont inférieures à celle du foyer. On y privilégie donc les cuissons lentes pour des plats de type poissons, viande, tajine, haricots, lentilles, etc.  Mais aussi le pain, les gâteaux, le gratin pour des cuissons juste après la flambée.
Tout comme les différents types de poêles (légers ou lourds, à simple peau et à double peau), il n'y a pas de type de four meilleur qu'un autre, l'important étant de choisir un four permettant de répondre aux besoins d'utilisation : le four blanc ne sera pas adapté aux cuissons demandant de hautes températures, et inversement le four noir sera souvent trop chaud pour pouvoir sécher des pommes au cœur de l'hiver.
Il est possible d'incorporer les deux types de fours à la même construction.

### L’habillage

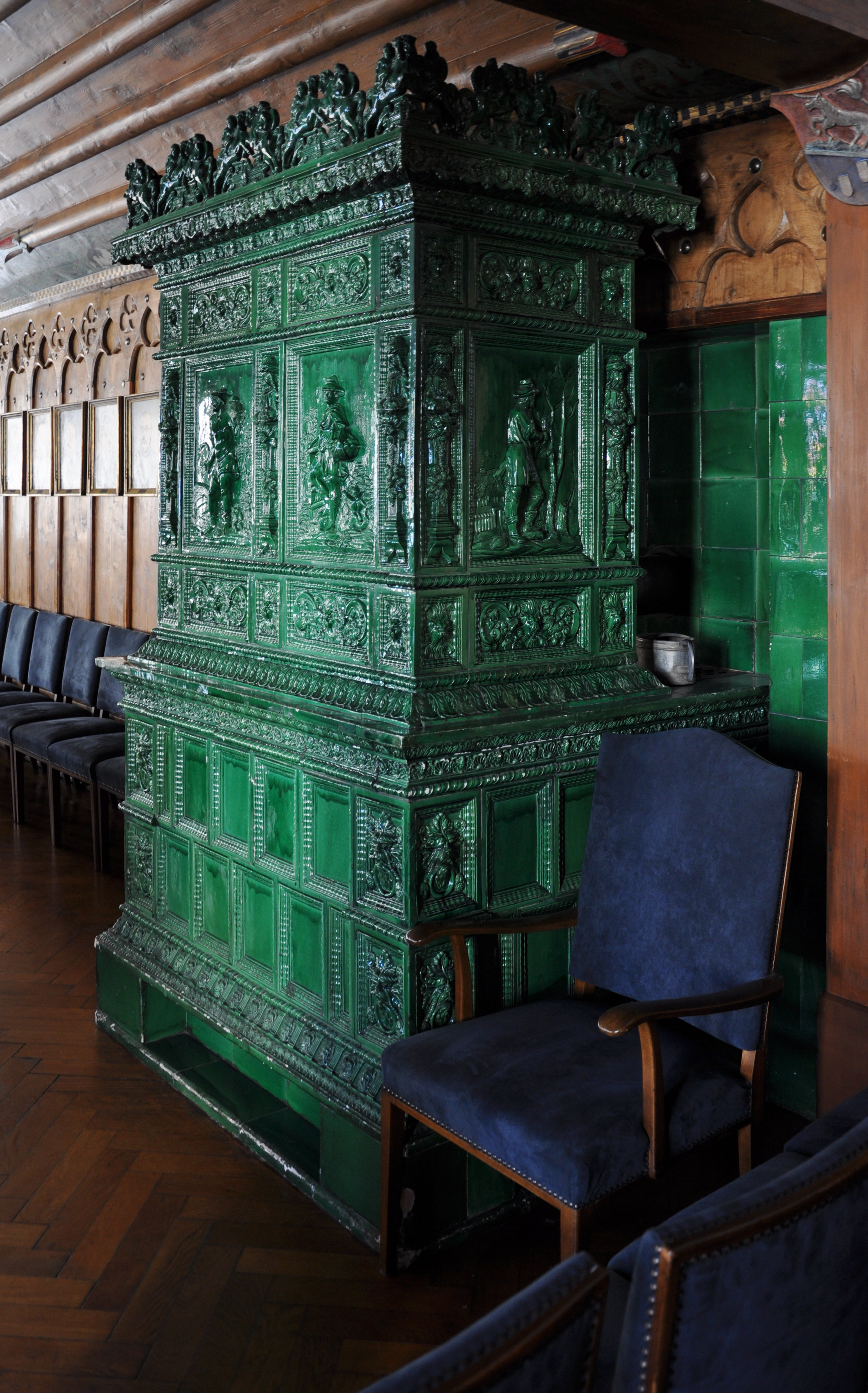
Suisse

Le cœur et l’habillage n’ont pas les mêmes températures et ne sont pas composés des mêmes matériaux. Le cœur et l'habillage sont donc soumis à des variations de volume dus à la dilatation des matériaux. L'habillage est donc entièrement séparé du cœur pour permettre le jeu de dilatation entre cœur et habillage. 
Ce joint de dilatation qui a aussi un rôle d'étanchéité, peut se faire de différentes  façons :
- soit par de la laine minérale
- soit par de la laine céramique

De la même façon, dans la famille des poêles dont l'habillage est constituée d'une double peau, il faut aussi aménager un joint de dilatation entre les deux peaux ; on recense plusieurs pratiques :
- en glissant un carton (-+ 5 mm d'épaisseur) entre les deux peaux.
- en utilisant de la laine céramique en faible épaisseur (2 à 5 mm).(attention matériau potentiellement cancérigène par émanation de fibres)
- un vide d'air.
- soit par un mortier de terre, ce qui est la méthode traditionnelle, mais qui est très peu pratiquée aujourd'hui.

Les matériaux les plus utilisés sont les briques (terre cuite ordinaire, réfractaire, BTC), la stéatite, le béton de chamotte, les parpaings pleins, les pierres naturelles (granit, calcaire, ardoise...).

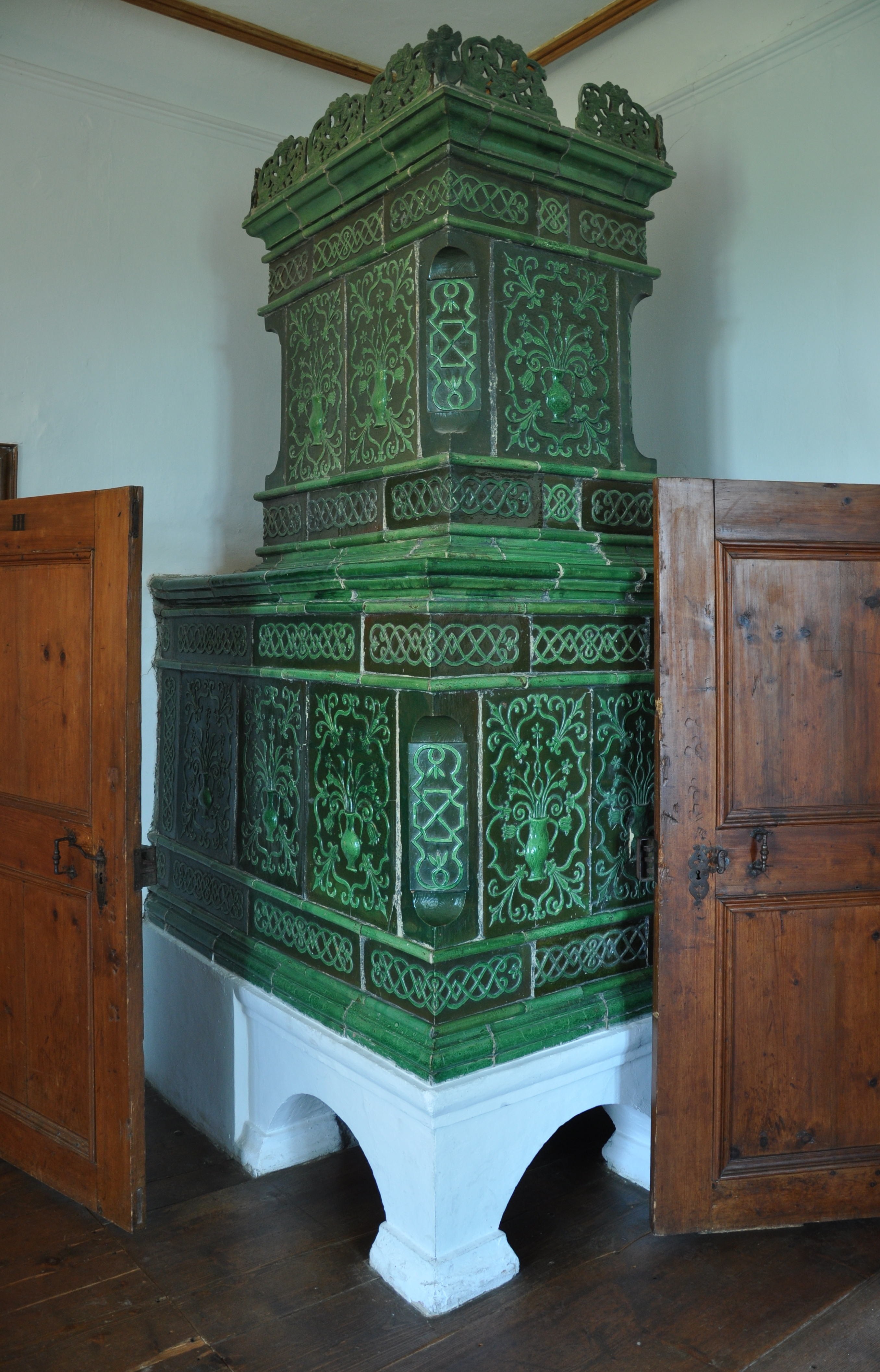
Allemagne

Il est important de bien être attentif au côté sanitaire du matériau choisi :
- par exemple; le granit est à bien contrôler, car nombre de granits dégagent de la radioactivité naturelle, et l'expérience semble montrer que cette radioactivité augmente avec la mise en chauffe du matériau (mesures de 1 100 Bq/m3 d'air, mesures effectuées sur un poêle habillé de granit en Bretagne).
- l'emploi de tout matériau doit être précédé de précautions de bon sens, aussi il est souhaitable de demander au fabricant si l'utilisation du produit est souhaitable avec des températures élevées (risques d'émanation, etc).

Les briques de l'habillage peuvent être maçonnées de plusieurs façons : 
- par un mortier bâtard
- par un mortier argileux, c'est la méthode traditionnelle, visant à obtenir un mortier souple. Le mortier d'argile est réutilisable, facilement réparable (sans traces de réparation), et permet de faire évoluer le poêle facilement (extension du poêle, changement du foyer, etc.).
- par des coulis silicatés, dans le cas d'habillage très fin.

## Bibliographie

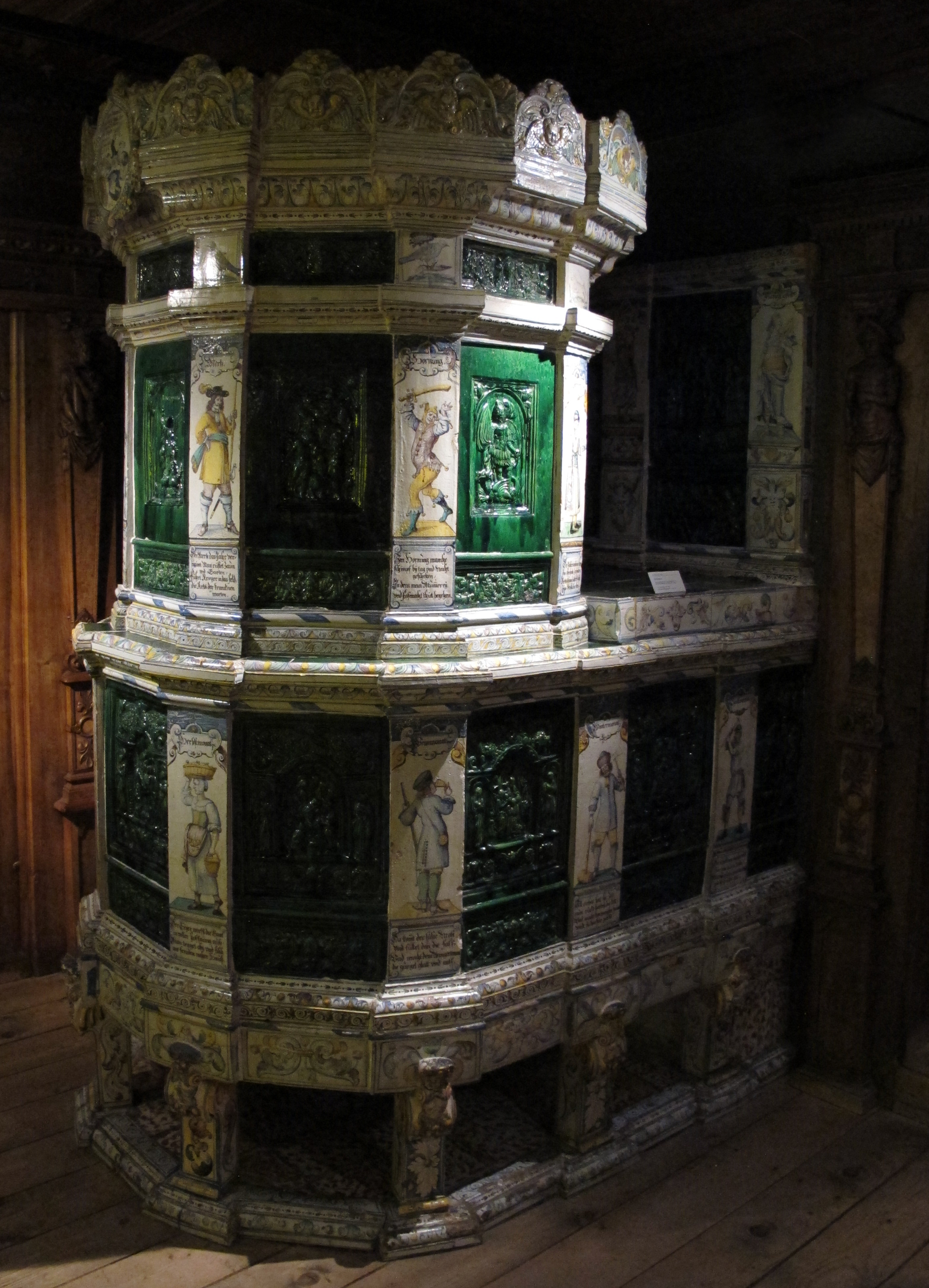
Suisse